# Liste der Kinos in Berlin-Prenzlauer Berg
Die Liste der Kinos in Berlin-Prenzlauer Berg gibt eine Übersicht aller Kinos, die im heutigen Berliner Ortsteil Prenzlauer Berg existiert haben oder noch existieren. Die Liste wurde nach Angaben aus den Recherchen im Kino-Wiki aufgebaut und mit Zusammenhängen der Berliner Kinogeschichte aus weiteren historischen und aktuellen Bezügen verknüpft. Sie spiegelt den Stand der in Berlin jemals vorhanden gewesenen Filmvorführeinrichtungen als auch die Situation im Januar 2020 wider. Danach gibt es in Berlin 92 Spielstätten, was Platz eins in Deutschland bedeutet, gefolgt von München (38), Hamburg (28), Dresden (18) sowie Köln und Stuttgart (je 17). 
Gleichzeitig ist diese Zusammenstellung ein Teil der Listen aller Berliner Kinos und der Ortsteillisten.

## Einleitung
Der bis Mitte des 19. Jahrhunderts landwirtschaftliche Norden innerhalb der Weichbildgrenzen Berlins entwickelte sich bis 1900 zum bevölkerungsreichen Arbeiterbezirk, auf Brauereigelände entstanden aus Biergärten Vergnügungsstätten. Mit dem Aufkommen der Kintöppe siedeln sich ab 1907 Ladenkinos mit Bierbüffet entlang der Ausfallstraßen an. Die Einkaufs- und Vergnügungsmeile der Schönhauser Allee, an der Prenzlauer Allee und der Neuen Königs-/ Greifswalder Straße. Oft wurde in Neubaumietshäusern im Erdgeschoss das Ladenkino mit eingebaut, andere werden in schlecht laufende und verwinkelte Gastwirtschaften hinein eröffnet. Zu den 1930er Jahren hin steigen die Ansprüche, es entstehen eigenständige Kinobauten der Lichtspielhäuser und die notwendige Umstellung auf Tonfilmtechnik führt zu Umbauten an den Ladenkinos. Kleinkinos gehen in die Hand von Kinounternehmern. Besitzerwechsel in den nördlichen und östlichen Vororten, nach 1920 den Verwaltungsbezirken fanden häufiger als im Westen (Charlottenburg, Schöneberg, Wilmersdorf) statt. Zu den kleineren erfolgreichen Kinos gehörten: Mila, Skala, Roxy und Schauburg am Arnimplatz. Um 1930 bestehen sieben „Kinopaläste“ im Ortsteil, damals dem Innenstadtbezirk Prenzlauer Berg: UFA-Palast Königstadt, Prater, Filmpalast Puhlmann, Märchenbrunnen, dazu kommen das Colosseum, das FaF (Filmtheater am Friedrichshain) und das Elysium.
Inflationszeit und Wirtschaftskrach von 1929 fanden in den Besitzerwechseln bei einigen Kinos ihre Widerspiegelung. Die Kinos in jenen bei den Luftangriffen verschonten Häusern wurden noch (meist privat) bis ans Ende der 1950er Jahre geführt. Der VEB Berliner Filmtheater (später als Bezirksfilmdirektion strukturiert) führte einige weiter. Die in den 1950er Jahren renovierten größeren Kinos blieben bestehen. Das in der unmittelbaren Nachkriegszeit vom Metropol-Theater genutzte Colosseum wurde nach seiner Rekonstruktion ab 1957 zeitweise zum DEFA-Erstaufführungskino. Nach der politischen Wende von 1990 nahmen Kinoaktivisten die Gelegenheit und eröffneten auch im Ortsteil Konzeptkinos neu, teils an vorherigen Kinostandorten. Kinotradition oder Denkmalauflagen (FaF, Colosseum) schützen wohl manchen Standort oder Konzepte wie bei der Spielstätte im Zeiss-Planetarium führen zur Sicherung der notwendigen Besucherzahl.

## Kinoliste
| Name/Lage                                                                      | Adresse                                   | Bestand | Beschreibung Bilder |
| ------------------------------------------------------------------------------ | ----------------------------------------- | --- | --- |
| Apollo-Theater ---- Schönhauser Lichtspiele (Lage)                             | Schönhauser Allee 110                     | 1909–1921 | Die Zeitungsmeldung in Der Kinematograph (Jahrgang 1909) lautete: „Privatier David Heimann, Chodowieckistraße 31, wird im Oktober in der Schönhauser Allee 110 ein Kinematographen-Theater eröffnen.“ Im Adressbuch 1910 ist David Heimann als Kinematographen-Theaterbesitzer im Parterre der Schönhauser Allee 110 eingetragen, zeitgleich wohnte der Kinematographen-Besitzer M. Gutermann in diesem 32-Mieter-Wohnhaus, in dem sich zudem ein „Kaisers Kaffeegeschäft G.m.b.H.“ befand. Laut Adressbuch 1913 hält der „Kinematographen Theater Betreiber“ David Heimann seine kinematographischen Vorstellungen in der Schönhauser Allee 105 Parterre ab und seine Wohnung lag in Pankow, Berliner Straße 76 II. Aufgang. 1914 und 1915 ist er unter Schönhauser Allee 129 II./III. Aufgang notiert, 1916 ist die Wichertstraße 19 aufgenommen. Im Jahr 1917 erfolgte die Namensänderung zu „Kinotheater“ und im Folgejahr ist Emil Crahe Inhaber der „Schönhauser Lichtspiele“ mit 260 Plätzen. Seit 1920 bis zur Schließung im Folgejahr bestand (für die Schönhauser Allee 110) der Name „Apollo-Theater“ für die Karl Henning aus Weißensee als Inhaber angegeben wurde. Das Theater wird täglich bespielt und 1900 ist als Gründungsjahr im Kinoadressbuch genannt. Die Adresse Schönhauser Allee 110 ist nach 1921 weder im Kino-Adressbuch, noch im Berliner Adressbuch einem Kino zugeordnet. Das Gebäude an der Schönhauser Allee 110 ist erhalten mit Ladengeschäften im Erdgeschoss. Zum Mietshaus gehört ein Quergebäude und das I. und II. Hinterhaus auf der Grundstücksfläche von 17 m × 50 m. Kriegsschäden entstanden im Inneren der Mietskasernen, wodurch nach der Beräumung von Tuinen und Trümmern Innenhöfe frei wurden. |
| Arnim-Lichtspiele (Lage)                                                       | Schivelbeiner Straße 36                   | 1909–1942 | Das Gebäude lag am Südrand vom Arnimplatz. Das Kino war noch 1941 im Telefonbuch als Lichtspieltheater genannt. Bis 1910 lag das „Wohnhaus 36“ an der Ecke Schönfließer Straße, als die Lage der Grundstücke geänderte wurde, erhielt das Eckhaus 36 (mit Schönfließer Straße 5) die Nummer 34 und das vorherige Grundstück 38 wurde zu Schivelbeiner Straße 36. Noch 1908 waren 37, 38 Baustelle und 39, 40 Neubau. Die Mietshäuser 34–37 wurden bei alliierten Luftangriffen zerstört, wodurch der Kinobetrieb endete. Die Schivelbeiner Straße hieß zwischenzeitlich 1971–1993 Willi-Bredel-Straße. 1909 wurde von den „Gebr. Bartlog“ im Erdgeschoss des neuerbauten Hauses 38 (wurde → 36) ein Ladenkino für Stummfilmvorführungen mit 180 Plätzen eingerichtet. Der „Kinematographen Vorführer“ Ernst Papin wohnte im Haus 34, Der Kinematographenbesitzer Fritz Bartlog zog 1910 in das Haus 36. Im Kino der Bartlogs gab es tägliche Vorstellungen. Fritz Bartlog zog 1914 in das Nachbarhaus 37 Hinterhaus II.Stock, Heinrich wurde Fabrikarbeiter 1915 ist Fritz nicht unter den Einwohnern notiert und übernahm (wohl) seinen Militärdienst im Ersten Weltkrieg. 1916 war Paul Bartlog (Fabrikarbeiter) in die Wohnung Schivelbeiner Straße 37 eingezogen, er betrieb das Kino noch bis 1918. Im folgenden Adressbuch von 1920 wurden die Bartlogs zum Kino nicht mehr genannt, der Gastwirt Volkmann wurde im Haus angegeben. Für das Jahr 1922 und 1923 war der Kinobesitzer Erich Richter mit kinematographischen Vorstellungen im Haus aufgeführt. Das Kinoadressbuch nannte für 1924 Paul Kümritz mit einem Kino für 171 Zuschauer, der Kinobesitzer Erich Richter wohnte Gethsemanestraße 5 II. Stock, 1925 war er Theaterbesitzer ohne den Kinobesitz in der Schivelbeiner Straße. Daraufhin war ab 1926 Arthur Weiß mit Wohnung im Erdgeschoss des Hauses der Besitzer des Kinos mit 171 Plätzen und täglichen Vorstellungen. Dessen Pächter und Vorführer wurde in den Jahren 1928–1931 Paul Ringel. 1932 erfolgte der Einbau der Einrichtungen von Klangfilm zur Vorführung von Tonfilmen unter dem Inhaber Arthur Weiß. Daraufhin kam Alfred Voll 1933 als Besitzer des Kinos ins Haus. Er erweiterte die Anzahl der Plätze noch von 180 auf 187 betrieb das Kino bis zur wegen der Bombenschäden notwendigen Schließung des Kinos. Das Wohnhaus und die Nachbargebäude wurden durch Bombenschäden zerstört und es verblieb nach der Enttrümmerung eine Brachfläche. Auf der Willi-Bredel- /Ecke Schönfließer Straße entstand in den 1960er Jahren eine Lebensmittel- und eine Industriewarenkaufhalle. In den 2010er Jahren wurde ein Wohnhausneubau auf dem Grundstück 34 und 35 neben der sanierten Lebensmittelkaufhalle (Schivelbeiner Straße 38) errichtet. Das vormalige Kinogrundstück 36 mit Vorder- und Hinterhaus, zwei Quergebäuden und dadurch zwei Hinterhöfen wurde teilweise vom Neubau 35 überbaut und bildet daneben den Durchgang zur Dänenstraße. |
| Atlas (Lage)                                                                   | Greifswalder Straße 81                    | 1949–1971 | Das vormalige Karstadt-Kaufhaus blieb im Krieg unbeschädigt. Im Erdgeschoss des (enteigneten) Eckhauses wurde Ende der 1940er Jahre von Erich Müller 1949 unmittelbar am S-Bahnhof Greifswalder Straße das Kino eingerichtet. Es bestand bis 1971 unter dem den Namen Filmbühne Atlas. Im Branchentelefonbuch 1971 ist das Atlas in 1055 Berlin Greifswalder Straße 81 (Telefon 531343) noch eingetragen. Das Filmtheater hatte eine Kapazität von 587 Plätzen und wurde mit drei Vorstellungen an den sieben Tagen der Woche betrieben. Die Filmbühne war 7 m × 5 m × 4 m groß. 1958 wurde das Theater vom VEB Berliner Filmtheater übernommen und bis zum Oktober 1971 fortgeführt. Nach einem Umbau befand sich ab 1973 das Puppentheater Berlin in den Kinoräumen. Seit 1993 werden die Räume vom Puppentheater „Schaubude Berlin“ bespielt. |
| Berolina-Lichtspiele (Lage)                                                    | Prenzlauer Allee 47                       | 1925–1965 | Das Lichtspieltheater an der Ecke Christburger Straße war 1925 von (Kaufmann) Hans Werner gegründet worden und bestand im Erdgeschoss des Wohnhauses mit täglichen Vorstellungen bis in 1960er Jahre unter der Leitung von verschiedenen Inhabern. Nach der Kapazität unter 200 Plätzen blieb es ein Ladenkino. 1926 wurde Lichtspielinhaber Heinrich Klocke mit den „Berolina Lichtspielen“ notiert, ab 1927 war es für den Kaufmann Jakob Lopatin eingetragen. Zeitweise war der Ingenieur Nikolai Popoff Teilhaber, dann übernahm Viktor Kroll das Theater mit 176 Plätzen für die „Berolina Film- und Bühnenschau“. Im Kino wurden die Stummfilm&spy;vorführungenen von zwei bis drei Musikern untermalt. Lopatin als Inhaber installierte unter Nutzung der Ausrüstung von Klangfilm 1932 die Ausrüstung für das Abspielen von Tonfilmen ein. Nachdem Eintrag im Adressbuch waren „Berolina-Lichtspiele“ als Firma eingetragen. 1933 wurde Rudolf Boehm der Pächter, dem als Kino-Inhaber 1934 F. Vormar und 1937 Emil Trenne folgten. 1938 ist im Kinoadressbuch Emma Holzapfel genannt, wobei die Firma nicht mehr bestand. Von ihr übernahm Waldemar John die Lichtspiele 1939 und führte das Kino bis 1967. Er besaß in den 1950er Jahren auch die Glück-Auf-Lichtspiele. Waldemar John wohnte in Weißensee in der Parkstraße 59. In den 1940er Jahren war Erich Jahn aus Berlin-Friedenau sein Teilhaber. Die Bezeichnung in den 1950er Jahren wurde „Berolina-Film-Theater“ und Waldemar John blieb zur Schließung der Betreiber des Kinos. Die Kinoräume wurden danach seit Ende der 1960er Jahre als Lager genutzt und später zog die Eckkneipe „Übereck“ ein. Beim „Europäischen Fernseh-Festival Berlin“ wurden die Räume 1994 nochmals als Kino reaktiviert. |
| Bilderbühne Metropol Kinematographentheater (Lage)                             | Schönhauser Allee 61                      | 1910–1913 | In dem fünfgeschossigen sanierten Altbau-Wohnhaus der die Kriegseinwirkungen überstanden hatte, befindet sich ein Restaurant und ein Ladengeschäft benachbart zur Buchholzer Straße. In den größeren Räumen links vom Hauseingang Schönhauser Allee 61 bestand von 1910 bis 1913 (zwischen Neubau und Restauration) ein Ladenkino (Vorder- und Hinterhaus, Quergebäude; 1910/4396: Neubau von Eigentümer Rabis aus der Wallstraße). Im Adressbuchteil IV. Handel- und Gewerbetreibende in Berlin sind unter dem Stichwort „Kinematographische Vorstellungen“ für 1911 der Kinematographenbesitzer Max Hellmold im Parterre und für 1912 S. Grzymisch. Für 1913 wurde kein Kino mehr eingetragen, unter den 14 Mietern die Gastwirtschaft von Carl Hering und die Wohnung im Parterre des Hauses. |
| Biophon-Theater ---- Biophon-Lichtspiele (Lage)                                | Schönhauser Allee 115                     | 1907–1959 | Das Kino lag attraktiv am Hochbahnhof Nordring und S-Bahnhof Schönhauser Allee. Es wurde 1907 für die Aufstellung eines Biophons von Paul Aliass als Ladenkino im Gastraum im Erdgeschoss des Wohnhauses eröffnet. Biophonie entstand durch Verbindung von Stummfilmen aus dem Kinematographen und Musik und Ton aus Grammophonen. Diese Technik hatte Oskar Messter entwickelt und 1903 erstmals im Kreuzberger Apollo-Theater betrieben. Im Hause wurde 1907 Heinrich Klingenberg als Kinematographenbesitzer eingetragen, im Folgejahr ist er (wohl) umgezogen. Der Kinosaal ist nach dem Bestuhlungsplan von 1907 über den Eingang von der Schönhauser Allee vorbei an der Kasse und den Büffetbereich zu erreichen. Der Saal lag 25 m parallel am Nachbarhaus bis in den Seitenflügel. 1909 wurde Paul Simon der Inhaber und wohnte als Kinematographen-Besitzer im Haus. 1910 wurde die Anzahl der Plätze im Nebenblock um 78 erhöht. Ab 1911 betrieb D. Hermann das Kino. Es wurde mit 212–250 Plätzen und täglichen Vorstellungen betrieben. Zwischenzeitlich wohl auch nur als Gastwirtschaft genutzt wurden spätestens ab 1919 „Kolbe und Hellerich“, letzterer war Geschäftsführer, Besitzer des Biophon-Theaters. Nach dem Inflationsjahr 1923 wurde der Kinobesitzer die Programme wechselten Dienstag und Freitag. 1925 gehörte das Kino zur Ifco in der Friedrichstraße 20 A. Bohnstedt war damals der Besitzer und Betreiber. Ihm folgte 1927 Alois Langer mit dem Geschäftsführer Martin Rehak und 1929 wurde Dr. Gertschikoff der Kinoinhaber. Bei ihm sank die Anzahl der Zuschauerplätze unter 200, mit den 1930er Jahren waren es noch 183 bis 188. 1929 stellte Minna Lassnick die Technik auf Tonfilmtheater um, modernisierte den Komfort im Saal zu einem Tonfilmtheater. Die Tonfilmausstattung war von Kinoton, der Firma im Tobis gekommen. Mit Beginn der 1930er Jahre wurde Hans Schultz aus Wittenau der Inhaber, doch die Inhaber der Biophon-Lichtspiele wechselten weiterhin vergleichsweise häufig: 1934 Rudolf Schütz, 1937 Arthur Heller aus Zossen, 1938 Friedrich Wieshoff aus Charlottenburg, 1939 Walter Strasen aus Lichterfelde-West, 1940 Walter Strasen aus Halensee, 1941 Annemarie Preil. Um 1941 wurde das Kino im Telefonbuch (44 77 51) genannt. Die Gebäude unmittelbar nördlich der Bahnlinie blieben von alliierten Luftangriffen und Krieg nahezu verschont, dadurch konnte der Kinobetrieb bald wieder aufgenommen werden. Es standen 188 Plätze zur Verfügung. Mit der beginnenden Kinokrise und der Übernahme der privat geführten Ost-Berliner Kinos wurde dieses nicht vom VEB Berliner Kinobetrieb übernommen. Auf Grund der Größe oder wegen des Erhaltungszustands wurde der Betrieb des „Biophon“ 1959 eingestellt. Seit den 1960er Jahren befindet sich ein Ladengeschäft in den Kinoräumen, zeitweise und teilweise erfolgte die Nutzung als Gastwirtschaft. |
| Blow Up (Lage)                                                                 | Immanuelkirchstraße 14                    | 1995–2010 | Es lag am Platz des neuentstandenen Hotels „Transit Loft“ (Immanuelkirchstraße 14–14c) und wurde nach der politischen Wende im Osten Berlins eingerichtet. Das Wohnhaus Immanuelkirchstraße 14 und dahinter liegenden Gebäude wurden bei den Luftangriffen zerstört, so war eine Freifläche mit angrenzenden Gewerbegebäuden verblieben. Die beiden Kinosäle wurden 1994 im Erdgeschoss eines Fabrikgebäudes auf einem Gewerbehof vom ehemaligen Betreiber des Weddinger „Eisenstein“ eingerichtet und nach einer Verzögerung wegen fehlender Betriebsgenehmigung 1995 als Filmkunstkino eröffnet. Das Kino befand sich im Erdgeschoss des Hinterhofs, hinter einer langgezogenen Fensterfront des hellen Backsteingebäudes lag das Foyer. Die Kinoarchitektur behielt Elemente der vorherigen Nutzung bei. Der Name „Blow Up“ ergab sich aus dem Titel des Lieblingsfilm des damaligen Betreibers Frank Zilm. Er musste den Betrieb im Juni 2004 aufgeben und das Ehepaar Reischel begann als Geschäftsführer mit dem 'Progress Filmverleih' als Programmverantwortlichen. Unzufrieden mit der Filmauswahl beendeten die Reischels im September 2005 die Zusammenarbeit. Nach dem Gewinn des „Kinoprogrammpreises 2010“ kam die Schließung des Kinos zum Oktober 2010 überraschend. Es wurde zuletzt nur noch an einigen Tagen der Woche bespielt, mit Dolby-Surround-Sound in zwei Sälen (Saal 1 in Dunkelrot hatte 99 und Saal 2 in Dunkelblau 89 Plätze). Das Blow Up wurde wohl wegen gesunkener Besucherzahlen 2010 geschlossen, zudem bestanden Bauprojekte für den Freiraum (Lagerplatz) im Karree Greifswalder/Immanuelkirch-/Wins-/Heinrich-Roller Straße. |
| Downstairs Kino im Filmcafé (Lage)                                             | Schliemannstraße 15                       | 2007–2016 | Der Kinofan Arne Grüß betrieb das Kino im Untergeschoss seines Filmcafés mit 28 Kinosesseln und 2009 war das Filmcafé Festivalkino. Im März 2016 wurde durch einen neuen Betreiber (Chaostheorie Berlin – die erste vegane Cocktailbar) für das Lokal, der regelmäßige Kinobetrieb eingestellt. Der Kinosaal kann für Lesungen und ähnliche Veranstaltungen und auch Filmvorführungen gemietet werden, jedoch Kinoprogramm findet nicht mehr statt. „Das kleine Filmcafé versteht sich als Treffpunkt für Cineasten. […] Das eigentliche Kino befindet sich in den Kellerräumen.“ |
| Elite-Theater ---- Weltstadt-Biograph (Lage)                                   | Greifswalder Straße 206                   | 1906–1931 | Das vormalige Kinogebäude liegt neben dem Eckhaus Marienburger Straße, derzeit befindet sich ein Ladengeschäft darin. Ein 1906 begründetes Ladenkino im Haus ist so nicht belegt. Das Eröffnungsjahr ergibt sich aus der Angabe späterer Inhaber im Kino-Adressbuch. Das Adressbuch gibt 1909 einen Neubau des Rentiers Müller aus Charlottenburg an, dieser Eintrag deckt sich wiederum mit der Abbildung auf dem Straubeplan von 1910. Dem folgt dann für 1910 E. Beierling als Betreiber des Kinematographentheaters im Haus genannt, mit anfangs angegebenen 300, später etwa 130 Plätzen und einer 15-m²-Bühne. Die Kinoräume sind (wohl) schon mit dem Neubau vorgesehen gewesen. Nach Emma Beierling wurde ab 1912 August Beierling für das Kinematographentheater im Adressbuch notiert, während die Milchhandlung innerhalb von NO 55 verzogen war. Der (wohl mit der Eröffnung bestehende) Kinoname wurde 1918 im Kino-Adressbuch durch Emma Beierling als „Weltstadt-Biograph“ genannt. Dieser Name verweist auf die Stummfilm-Technik der Biophonie hin. Dabei wurde der Stummfilm durch Tonwiedergabe aus einem Grammophon ergänzt. Die angegebene Besucherkapazität von 300 meinte (wohl) Stehplätze. Arthur Breitling ist nach den Kriegsjahren als Invalide im Adressbuch notiert. Als August Jura 1920 der Inhaber wurde, ließ er 120 bis 130 (amtlich bestätigte) Plätze eintragen, wie ebenfalls seine Nachfolger. Es gab tägliche Vorstellungen und eine 15 m² große Bühne. Während der Inflationszeit war (wohl) der Kinobetrieb eingestellt, bevor der neue Besitzer Robert Hellriegel 1924 das Kino als Elite-Theater wieder aufgenommen hatte. Seine Geschäfte führte Arthur Lutze. Die folgenden Kinobesitzer waren: 1925 Olga Heyder, 1928 Rosa Blond und 1929 Hans Crzellitzer. Von letzterem übernahm 1930 noch Walter Kirsch aus Pankow das Kino und nannte es Tempo-Lichtspiele mit 125 Plätzen, der 15-m²-Bühne und täglichen Vorstellungen, doch gab aber spätestens 1931 auf, wobei der Kaufmann Walter Kirsch im Berliner Adressbuch nicht mehr genannt wurde. |
| Elysium Lichtspiele (Lage)                                                     | Prenzlauer Allee 56                       | 1926–1942 | Das Kinogebäude lag nordöstlich der Kreuzung Danziger Straße im Eckhaus (Elbinger Straße 65, mit neuer Hausnummer Danziger Straße 73). Das Kinogebäude wurde 1926 vom Architekten Otto Werner in vier Monaten als Filmpalast errichtet. Der eigenständige Kinobau war mit Risaliten und Schmuckband an der Fassade und Leuchtschrift des Kinonamens auf dem Dach geschmückt. Stuck und Ornament im Saal, Sitze in Logen und ein Umgang setzten die Fassade in der Innenarchitektur fort. Es hatte eine 60 m² große für eine Bühnenschau geeignete Bühne, 1050 Plätze für Zuschauer (teilweise sind 964, 1014 angegeben) und eine Kinoorgel, für Tonfilm „System Tobis“. Inhaber war die Elysium-Lichtspiele GmbH mit dem Geschäftsführer Georg Pinetta. 1932 wechselt die Firmierung zu Lichtspiele Prenzlauer Allee GmbH unter Pinette als Inhaber und ab 1937 wurde Anna Haushalter deren Geschäftsführer. Pinetta nutzte den überflüssigen Quergang für weitere Sitze, der vormalige Geschäftsführer Sommerfeld verwies jedoch auf fehlende baupolizeiliche Genehmigung und Steuerhinterziehung durch zu viele Eintrittskarten. Pinetta führte das Kino mit Singspiele und Vorträgen ohne Genehmigung durch die Krise der 1930er Jahre. 1936 verkaufte er das Lichtspieltheater. Um 1941 im Telefonbuch war das Kino noch genannt. Das Kino wurde 1942 auf Grund der Schäden bei den Luftangriffen eingestellt. Im Weiteren wurden die Gebäudereste noch eingebunden in den benachbarten Komplex als Behelfskrankenhaus in die Anlage des Nordmark-Krankenhauses (Chirurgische Abteilung) einbezogen. Wegen der kriegsbedingten Zerstörungen wurde das beschädigte Gebäude um 1950 beräumt und die Straßenecke zur Freifläche vor der dahinterliegenden Chirurgischen Abteilung vom Krankenhaus Prenzlauer Berg. Sie besteht eine kleine (20 m × 40 m) gestaltete Grünfläche an der Ostecke der Kreuzung Danziger Straße / Prenzlauer Allee, während in Richtung Osten an der Danziger Straße in den 2000er Jahren neue Wohngebäude entstanden. |
| Erra-Lichtspiele ---- Deutsche Lichtbildbühne Stern-Kino Kino am S-Bhf. (Lage) | Prenzlauer Allee 87                       | 1913–1962 | Das Haus steht auf der dem Eingang zum S-Bahnhof Prenzlauer Allee gegenüberliegenden Straßenseite. 1912 wurde das Haus im Eigentum von Architekt Heidemann fertig gestellt, und wird bis 1913 von 17 Mietern (1914: 24) bezogen, darunter war Gastwirt Preuß der aus Lichtenberg (1911 noch NW52) zuzog. Statt Gastwirtschaft wurde ab 1914 war Carl Lange mit dem Kinotheater im Erdgeschoss von Haus 87 der Rentiere Mack und seiner Wohnung aufgenommen. und im Gewerbeteil 1915/5356 unter kinematographische Vorstellungen notiert. Jedoch waren die Langes 1915 nicht mehr mit „Kino“ verbunden, im Haus wohnte noch 1917 der Gastwirt Schiele. Es bleibt ungeklärt, ob weiterhin Vorstellungen in der Gastwirtschaft gegeben wurden andererseits geben spätere Inhaber als Jahr der Kinogründung 1912 bis 1914 an. Carl Rüdiger (NO 55 Jablonskistraße 38) führte 1918 bis 1921 als Betreiber die „Deutsche Lichtbild-Bühne“ mit 215 Plätzen und täglichem Programm das zweimal in der Woche wechselte. Während der Inflationsereignisse ist der Nachweise des Kinos wiederum ungeklärt, im Jahr 1924 ist die „Deutsche Lichtbildbühne“ mit „zur Zeit geschlossen“ eingetragen und zudem „Stern-Kino“ mit 206 Plätzen von Wilhelm Sternbers eingetragen. Kurzzeitig war im Haus 87 ein Büffetier als Nutzer aufgenommen. Danach wurde für (abermals) die Deutsche Lichtbild-Bühne von A. Schlesinger notiert, der 3–4 Tage der Woche für die 206 Plätze spielte. Im Laufe des Jahres 1925 wurde die Schauspielerin Erra Bognar Kinobesitzerin und gab der Spielstätte ihren Namen: Erra-Kino. Das Kino mit 210 Plätzen wurde wieder täglich bespielt. Es war in Berlin der 1920er Jahre auch in anderen Kinos nicht unüblich, das Filmschauspieler mit ihren Einnahmen und ihrem Namen für eigene Filme in Kinos warben. Die kaufmännische Führung hatten dann beauftragte Büros. Als die Besitzer und Betreiber der Erra-Lichtspiele sind ab 1927 im Kinoadressbuch die Kinounternehmer Johanna Popoff & Jakob Lopatin explizit genannt. Sie betrieben und besaßen dieses Kino wenigstens bis zum Kriegsende 1945. Die Stummfilme wurden von zwei Kinomusikern begleitet, danach von einer Kinoorgel. Das Kino mit 208, später 191 angegebenen Plätzen zeigte tägliche Vorstellungen und 1933 war die Technik für Tonfilmvorführungen der Firma Klangfilm eingebaut. Auf dem Nachbargrundstück 86 waren noch Ende der 1930er Jahre von der Gemeinnützigen Siedlungs- und Wohnungsbaugesellschaft (Hermann-Göring-Straße) entlang der Ringbahnlinie die Zehnparteien-Wohnhäuser 86a–86i errichtet worden. Im Wohnhaus mit Seiten- und Hintergebäuden 87 im Besitz von Landgerichtsrat Radje aus Dahlem – die vorherige Besitzerin ist Verwalterin – wohnte unter den 28 Mietern die Kinobesitzerin Johanna Poppoff. Ebenfalls eingetragen die Firma J. Lopatin und Johanna Poppoff Erra Filmtheater. Das Gebäude überstand Kriegsschäden. Es konnte in der Vorkriegsausstattung und mit Dia-Ausrüstung sowie 202 Plätzen durch die Nachkriegszeit weitergeführt werden. Zunächst blieb der Name Erra-Lichtspiele des privat geführten Kinos erhalten. Mit der Umstrukturierung der Wirtschaft in Ost-Berlin wurden private Spielstätten vom VEB Berliner Filmtheater in Treuhand übernommen. Dabei wurde der Name zu Kino am S-Bhf. Prenzlauer Allee geändert. Schließlich wurde der Betrieb 1962 teilweise wegen der Größe andererseits wegen sinkender Besucherzahlen in den 1960er Jahren eingestellt. Seither wird der Kinosaal gewerblich als Ladengeschäft genutzt. |
| Filmpalast Puhlmann (Lage)                                                     | Schönhauser Allee 148                     | 1909–1961 | Das „Puhlmann-Theater“ war (schon vorher) ein Veranstaltungsort an dem unter wechselnden Namen zwischen etwa 1869 und 1960 ein Varieté, Theater sowie ab 1909 auch ein Kino betrieben wurde. Schon im Oktober 1897 hatte Max Skladanowsky bei Puhlmann’s einen Neujahrsgruß gedreht und im Folgenden gab er Vorführungen mit einem handbetriebenen Kalklicht-Cinématographen. Zwischen 1909 und 1928 wurden im Restaurationsgebäude zwei feste Theatersäle eingerichtet und zwischen 1921 und 1949 firmierte das Etablissement als Filmpalast Puhlmann im Eigentum unterschiedlicher Inhaber. Das noch im Privatbesitz befindliche 42 m tiefe Gebäude wurde 1963 wegen angeblicher Baufälligkeit abgerissen und seither bestand auf der Fläche zur Kastanienallee 97–99 ein Parkplatz. |
| Filmtheater am Friedrichshain (Lage)                                           | Bötzowstraße 1–5                          | 1924– >> | Das Kino ist als Filmtheater durchgehend und aktuell noch in Betrieb. Das Gebäude wurde als Olympia-Filmtheater nach Plänen des Architekten Otto Werner auf dem Gelände der Actien-Brauerei Friedrichshain errichtet. Mit der Übernahme durch die UFA 1927 wurde der Name Ufa-Theater Friedrichshain vergeben und durch die Enteignung der UFA durch die SMA 1945 wurde zu Filmtheater am Friedrichshain umfirmiert. 1957 übernahm der VEB Berliner Filmtheater und gestaltete erheblich um, so blieben von 1200 Plätzen noch 250. Mit der politischen Wende 1990 wurde privatisiert und der Umbau zu Büros oder einem Hotel wegen fehlender Käufer vorgesehen. Auf Widerstand einer Bürgerinitiative blieben dies Pläne und 1995 erwarb es der Regisseur Michael Verhoeven mit der Yorck Kino GmbH als Pächter. Es erfolgte der Umbau mit fünf Kinosälen und insgesamt 911 Sitzplätzen. Das Kino ist vollklimatisiert und behindertenzugänglich es besteht Dolby Digital Sound und DTS-Digital. Die Kapazität besteht in fünf Sälen mit 323 (Saal 1), 213 (Saal 2), 98 (Saal 3), 118 (Saal 4) und 129 (Saal 5) Sitzen. |
| Fransecky-Theater (Lage)                                                       | Sredzkistraße 32 (alt) Franseckystraße 15 | 1908–1921 | In der Franseckstraße 15, Ecke Hochmeisterstraße 25 bestand 1905 im Haus von H. Goldwasser das Franseckistraße-Kaufhaus „Gut und Billig“ von Julius Hammerstein. Die beiden kreuzenden Straßen wurden 1952 umbenannt und neu nummeriert von Hufeisen- zu Zickzack-Nummerierung: Hochmeister- zu Husemannstraße 15 und Fransecky- zu Sredzkistraße 32. Nach der anliegenden Straße als Fransecky-Kino-Theater wurde 1908 das Ladenkino der Stummfilmzeit mit 150–160 Plätzen eröffnet. Das Haus gehörte den Goldwasserschen Erben unter denen das Kino in die seit 1907 leerstehenden Verkaufsräume einzog. Der Inhaber des Kinos war Kaufmann Hermann Preiß, Fabrikant in Ratibor. Für 1910 ist Hermann Breiß (mit „B“) mit Kinematograph im Parterre des Hauses aufgenommen. Im Kino-Adressbuch wurde für 1917 noch Hermann Preiss-Sarno als Inhaber des Fransecky-Kino-Theaters eingetragen. Im Kino wurde täglich mit Wechsel des Programms am Dienstag und Freitag gespielt. Der Eintrittspreis wurde mit 29 Pfennig angegeben. Im Jahr 1918 wurde Ernst Steppat der Kinobesitzer, 1920 gefolgt von Robert Günther und 1921 von Richard Westphal, der 150 Plätze für Besucher eintrug und den Kinobetrieb im Haus beendete. Die Substanz der Gebäude blieb ohne wesentliche Kriegseinwirkungen erhalten. Das Eckhaus Sredzkistraße 32 blieb wie die umliegenden Wohngebäude als Altbau erhalten. Bei der grundlegenden Sanierung des Wohnquartiers zwischen Kollwitzplatz und (zu diesem Zeitpunkt) der Dimitroffstraße beginnend mit der 750-Jahr-Feier wurde auch dieses fünfgeschossige Haus unter Erhalt der Stadthausfassade gestaltet. Im Bereich des vormaligen Kinos befindet sich seither ein Restaurant und Café. |
| Greifswalder Filmbühne (Lage)                                                  | Greifswalder Straße 48                    | 1911–1935 | Das Kino lag im Eckhaus Greifswalder/Danziger Straße 119 (damals: Elbinger Straße 58). 1908 und 1909 wurden die Grundstücke 48–53 als „existieren nicht“ notiert und der folgende Straßenabschnitt als Lager- und Stätteplatz genutzt, 1910 wurde auf 54–60 gebaut. 1910 wurden die Grundstücke nördlich der Elbinger Straße neu nummeriert und das fünfgeschossige Eckhaus 48 wurde 1911 bezogen. Der Einbau des Kinos in (wohl) geplanten Gasträumen erfolgte durch den Bauingenieur Fritz Oertel. Noch während der Planung des Neubaus entschloss sich der Besitzer des Hauses im Ladenlokal des Hauses ein Kinotheater einzubauen. Unter dem Namenszug des Theaters befand sich an der Stirnseite des Hauses der zurückgesetzte Eingang als Foyer. Der Kinosaal zog sich entlang der Greifswalder Straße. Im Haus befand sich mit dem Ausbau das Lichtspieltheater von Oskar Quandt. 1913 war Quandt noch der Kinobesitzer und Roellig der Gastwirt, Quandt wohnte als Kaufmann in Steglitz. 1914 bestand die Gastwirtschaft von Oskar Roellig im Erdgeschoss, hier wurden Lichtspiele mit 221 Plätzen notiert. Der Kaufmann Alfred Schlagk wohnte in der Immanuelkirchstraße. Inhaber der Lichtspiele mit 160–180 Plätzen unter dem Namen „Schlagk's Lichtspiele“ wurde Alfred Schlagk, später seine Frau Rosa Schlagk. Das Kino wurde mit 200 Plätzen und täglichen Vorstellungen im Kino-Adressbuch eingetragen. Durch die Inflationszeit war A. Schlagk Lichtspielbesitzer im Haus und wohnte als Kaufmann weiterhin darin. Das Kino-Adressbuch nannte für 1924 Otto Siegert aus Bernau als Inhaber, sein Geschäftsführer in den „Modernen Lichtspielen“ vor Ort war H. Milewski. Im Berliner Adressbuch wurde als Lichtspielbesitzer Paul May und zudem weiterhin Schlagk notiert. Die Schlagks blieben zunächst Teilhaber am Kino, zudem wohnten Schlagks weiterhin im Hinterhaus von Greifswalder Straße 48. 1925 erfolgte der Wechsel des Kinonamens von Schlagks Lichtspiele zu Greifswalder Filmbühne, der bis zur Schließung 1935 bestand. Mit der Einführung der Tonfilmtechnik um 1930 wurde der anfängliche Büffetbereich zum Vorraum des Tonfilmtheaters, Umbau durch C. G. Lischka auf dem Bestuhlungsplan von 1930. Alfred Schlagk war im Weiteren als Fotograf mit der Wohnung im Hinterhaus tätig. Als Inhaber wurden im Kino-Adressbuch im Weiteren Hawcyjuritsch, Curt Reiß, Hinz & Großmann, für 1927–1931 D. Beil-Winkler eingetragen. Das Berliner Adressbuch führte 1925 für die Lichtspiele Rudolf Olitsch, 1926 Willi Hinz, und 1927 Beil-Winkler. 1930 erfolgte ein Umbau des Kinos durch C. G. Lischka, im Adressbuch ist Dr. Immanuel Gruber für die Filmbühne der Betreiber. und seit 1932 war die Tonfilmvorführung mit der Einrichtung von Erco-Lichtton möglich geworden. Dadurch sank unter dem Inhaber Hans Schultz die Anzahl der Sitzplätze in der Filmbühne von 176 auf 160. Noch 1933 wurde Richard Ketzscher Kinobesitzer. Spätestens 1935 stellte die Filmbühne den Spielbetrieb ein. Verblieben war im Haus die Gastwirtschaft, Hauseigentümer war zu dieser Zeit der Gastwirt und Kaufmann Franz Zingler Elbinger Straße 58, dem anderen Teil des Eckhauses. Für Rosa Schlagk wurde vor deren Wohnhaus 48 ein Stolperstein eingelassen, in diesem Haus hatte sie bis zu ihrer Deportation gelebt. Alfred Schlagk verstarb 1941. Aktuell befindet sich eine Gastwirtschaft im Erdgeschoss des Hauses, das 2010–2012 rekonstruiert und saniert wurde. |
| Helmholtz-Lichtspiele (Lage)                                                   | Raumerstraße 14                           | 1912–1952 | Das Kino befand sich in der Raumerstraße im Eckhaus mit Dunckerstraße 82. Vor der Umstellung auf wechselseitige Nummerierung 1913 lautete die Adresse Raumerstraße 24. Inhaber der Lichtspiele war August Stoll, teilweise und zeitweise waren weitere Teilhaber am Kinobesitz beteiligt. 1912 gehörte Koschinska auch das Volks-Kinotheater und Stoll hatte 1911 seine Gastwirtschaft (ohne Kino) im Parterre Swinemünder Straße 81. In der Raumerstraße 24 wiederum betrieb 1911 Fellbaum eine Gastwirtschaft. Im weiteren gab es in der Nähe des Helmholtzplatzes weitere Kinos: Kasino-Kino, Libelle und Kino Nord. Seine Wohnung hatte August Stoll 1913 in der II. Etage der Lortzingstraße 18, dann Swinemünder 40. Das Kino hatte 220 Plätze und tägliche Filmvorführungen bis 1920. In den Kriegsjahren ist im Hause 14 des Kartoffelgroßhändlers Grensing wieder der Gastwirt Fellbaum aufgenommen. Die August Stoll & Co. hatte ihren Sitz in der Brunnenstraße 111. August Stoll (Swinemünder Straße 40) ist 1917 Inhaber der August Stoll & Co. und Teilhaber der Wall & Co. Filmverleih- und -vertriebsgesellschaft und betreibt seine Kinematographentheater in der Raumerstraße 14 und der Schönfließer Straße 17, in letzterer ist im Erdgeschoss auch Franz Stoll der Kinobesitzer. Ab 1920 sind die Helmholtz-Lichtspiele mit 400 Plätzen genannt und es gab zu den Stummfilmen Klavierbegleitung von vier bis fünf Musikern, ab 1927 wurden etwa 300 Sitzplätzen angegeben. Ernestine Wolossowa war 1927–1930 in verschiedenen Kinos als Musikern tätig, so auch in den Helmholtz-Lichtspielen. Nach 1930 erfolgte der Einbau für den Tonfilm mit Technik von Kinoton. 1928 zu 1929 schied wohl Koschinska aus, dafür waren im weiteren August und Franz Stoll die Besitzer und Betreiber. Das Kino gehört zu denen im Berliner Nordosten, die auch als Pantoffelkino bezeichnet wurden. Die Gebäude in der Umgebung des Helmholtzplatzes, der dem Kino den Namen gab, blieben von bedeutsamen Kriegsschäden verschont, so konnte das Kino in den frühen Nachkriegsjahren von August Stoll mit 319 Plätzen nach privat bis 1952 weiterbetrieben werden. Die Räume im Haus des Altbaugebietes werden aktuell von einem Restaurant genutzt. Eine Teilung in Raumerstraße 14 und 14a bestand bis 1970 noch nicht, vielmehr wurden sie nach Berliner Weise als I. und II. Aufgang geführt. Damit liegt es nahe ist, allerdings nicht belegt, dass sich das Kino in den bestehenden Gasträumen befand. (Edeka-Filiale) |
| Hofkino (am Colosseum) (Lage)                                                  | Gleimstraße 32–35                         | 1992–1996 | Das Kino wurde nach der politischen Wende am Colosseum auf dem ehemaligen Wagenhof über den neu eingerichteten Eingang von der Gleimstraße her als kleiner Saal eingerichtet. Das neue Foyer wurde bei der Renovierung im ehemaligen Hof gebaut, zuvor bestand der Zugang an der Schönhauser. Inhaber des Hofkinos der Nachwendezeit war die „BFD Berlin“. Es war ein „klitzekleines“ Kino, das einmal am Tag und an Wochenenden mit zwei Veranstaltungen betrieben wurde. Mit der Renovierung am Colosseum ging der Platz des Hofkinos verloren. |
| Kasino-Kino ---- Filmburg Apollo (Lage)                                        | Dunckerstraße 86                          | 1910–1929 | „Berlin. Wwe. Hedwig Levy, Dunckerstrasse 86, lässt durch Architekt Adam auf ihrem Grundstück ein Kinotheater errichten.“ Das Ladenkino war für 180 Plätze eingerichtet und es gab tägliche Vorführungsprogramme. Hedwig Levy selbst wohnte in Charlottenburg. Mit der Einrichtung des Kinos wurde (wohl) die Gastwirtschaft aufgegeben. Für 1912 ist Robert Fritsche als Inhaber eingetragen, allerdings nicht mehr 1913. In den Kriegsjahren fand ein Wechsel des Hauseigentümers statt. Im Haus wohnte E. Beyer, der später an anderer Stelle Kinovorführer wurde. Bis 1920 wurden Max Wolter und W. Guski zu Kinoinhabern des „Apollo-Theaters“ (180 Plätze) im Haus, deren Geschäfte führte Curt Beyer. 1920 wurde (wohl) Otto Lukowski Inhaber des Lichtspieltheaters Ihm folgte mit der Kinobenennung „Filmburg“ im Inflationsjahr 1923 Franz Hruby und 1925 Ernst Bandikowski. Dessen Nachfolger als Kinobesitzer war D. A. Levenson, der außer täglichen Vorstellungen 200 Plätze und die Bühne angab. Levenson vergab den Namen „Kasino-Kino“. Diesen Namen behielt auch Inhaber A. Werner bei der Übernahme (seit 1928 185 Plätze). Obwohl 1928/1929 der Kinosaal des Ladenkinos noch einmal aufwendig umgebaut wurde, schloss der Spielbetrieb jedoch bald. Als der Betrieb im Kino eingestellt war, wurde im November 1929 – dem Jahr der Weltwirtschaftskrise – ein Arbeiterkinderklub eingerichtet, der 1930 in die Lettestraße umzog und dort im Januar 1933 geschlossen wurde. Im April 1930 teilten die Elektrizitätswerke mit, dass die Anlage außer Betrieb gesetzt sei und sieben Monate später zog ein Ladengeschäft in die Räume ein. Das Wohnhaus unweit vom Helmholtzplatz blieb seither als fünfgeschossiger Altbau erhalten. Der klassische 5-geschossige Altbau ist ca. 1893/1894 entstanden und 2012 wurde für 47 Eigentumswohnungen saniert und modernisiert, wobei die historischen Details besonders die klassizistischen Elementen Straßenfassade belassen wurden. |
| Kinematographentheater (Lage)                                                  | Danziger Straße 22                        | 1911–1914 | Das Ladenkino befand sich in der Danziger Straße 11 (nach der Umstellung der Zählungsweise: 22) Ecke Hagenauer Straße. Im Adressbuch 1913 ist Fritz Clemens als Betreiber genannt, und zuvor war 1911/1912 Wilhelm Jungnickel, der im Haus wohnte, genannt. Im Weiteren wurde im Haus kein Kino oder Fritz Clemens für Berlin als Einwohner aufgenommen. Das Eckhaus Danziger Straße (damals: Haus 11) / Hagenauer Straße 8 besitzt keine Hintergebäude und das Karree blieb im Zweiten Weltkrieg unzerstört, die Kinoräume decken sich wohl mit den Ladenschäften. Die Danziger Straße wurde bei der Umbenennung 1950 in Dimitroffstraße neu nummeriert, die Zählung blieb bei der Rückbenennung 1995 erhalten. Das ausgebaute (sechste) Dachgeschoss ist wohl nachträglich eingebaut worden. |
| Kinematographentheater (Lage)                                                  | Schönhauser Allee 157                     | 1919–1921 | Im Haus 157 war um 1920 ein Kinematographentheater für Stummfilme eingerichtet. Das Ladenkino mit ungefähr 230 Plätzen bestand nur kurzzeitig. Die Räume werden 2016 durch ein Restaurant genutzt. Das Haus überstand den Zweiten Weltkrieg (im Gegensatz zu den südlicheren und gegenüberliegenden Wohnhäusern) relativ unbeschadet, wurde jedoch offensichtlich in den dazwischen liegenden Jahren renoviert und saniert. |
| Kino & Bar in der Königstadt                                                   | Straßburger Straße 55                     | 2. Nov. 2019 (1. Eröffnung) wegen Wasserschäden geschlossen vom 1. Juli 2021 bis 7. Febr. 2025 Wiedereröffnung: 8. Febr. 2025 | Das Kino & Bar in der Königstadt wurde für den Neubau auf dem Gelände der Genossenschaft in der alten Königstadtbrauerei konzipiert und nach acht Jahren Planungs- und Bauarbeiten am 2. November 2019 eröffnet. Mitte 2021 musste das Kino & Bar wegen Wasserschäden geschlossen werden. Nach mehr als 3 1⁄2 Jahren Sanierungsarbeiten konnte am 8. Februar 2025 das Kino & Bar wieder für das Publikum öffnen. Es geht mit einer Neuerung an den Start: Die Filme werden auf einer großen Onyx-LED-Wand gezeigt und damit ist das Kino & Bar das erste Berliner Kino, das den Zuschauern dieses „neue“ Kinoerlebnis ermöglicht. Deutschlandweit ist es damit eines von fünf Kinos, die diese Filmpräsentation anbieten können. Auch für die professionelle Nutzung, z. B. Colorgrading, steht die Onyx-LED-Wand zur Verfügung. |
| Kino im Pfefferberg (Lage)                                                     | Schönhauser Allee 176                     | 1991–1993 | Das Kino befand sich auf dem Gelände der ehemaligen Brauerei Pfefferberg (1841–1921) wo im Saal zum Biergarten hin und wieder Filmvorführungen stattfanden. Nach der politischen Wende wurden einige Konzeptkinos im Osten Berlins von Film-Enthusiasten eingerichtet. Der „Pfefferwerk Verein zur Förderung von Stadtkultur e. V.“ gründete ein soziokulturelles Zentrum mit Biergarten und verschiedenen Institutionen. Der Veranstaltungssaal wurde 1991–1993 für regelmäßige Kinovorstellungen genutzt. Es war ein Versuch der Kinofreunde und ab 1993 verblieb das Pfefferberg-Theater. Die Brauerei Pfefferberg ist ein Baudenkmal. |
| Kino in der Kulturbrauerei (Lage)                                              | Schönhauser Allee 36–39                   | 2000– >> | Das Kino wurde mit der Umstellung des vorherigen Brauereigeländes zu einem Kulturgebiet eingerichtet und ist aktuell in Betrieb. Das Kino entstand auf dem Gelände der ehemaligen und mittlerweile denkmalgeschützten Schultheiss-Brauerei in Berlin, die 1967 ihren Betrieb eingestellt hatte. 2000 wurde es als „Village Cinema“ von Warner im ehemaligen Sudhaus in Betrieb genommen und im Januar 2001 wurden die Kinosäle von der Kinowelt Medien AG übernommen und von Kinopolis betrieben. Im März 2002 übernahm die UFA Theater AG, aber musste den Betrieb wegen Insolvenz 2002 aufgeben. Seit 2003 wird das Kino von Cinestar betrieben. |
| Knaack (Film im Klub) (Lage)                                                   | Greifswalder Straße 224                   | 1990–1993 | Im Osten Berlins wurde nach der politischen Wende im Knaack-Klub von der „Knaack-Club GbR“ auch ein Kino eingerichtet. Der Klub ging auf das seit 1952 eingerichtete Ernst-Knaack-Jugendheim (benannt nach dem Widerstandskämpfer Ernst Knaack) zurück, nach dem eine 1946 ansässige Schneiderei im Juli 1951 die Räume nicht mehr nutzte. Mit der Neustrukturierung im Klub gab es ab 1990 ein Filmtheater, nachdem bereits vorher mitunter Filmvorführungen stattfanden. Nach Aufgabe der Filmveranstaltungen 1993 blieb der Knaack-Klub bis 2010 bestehen und wurde wegen Beschwerden von Mietern eines ab 2010 neu errichteten Wohnhauses auf der freien Fläche dahinter geschlossen. |
| Komet-Lichtspiele (Lage)                                                       | Danziger Straße 147                       | 1911–1947 | Die Adresse während der Kinozeit war Elbinger Straße 47, das Kino wurde 1941 im Telefonbuch noch genannt. Das Kino existierte von 1914 bis 1947. Wobei das Gebäude Ecke Bötzowstraße an der Nordwestecke gegenüber vom Arnswalder Platz als kriegsbeschädigt angegeben wurde. Der ursprüngliche Altbau ist nur noch zum Teil vorhanden, ein Gebäudeteil an der Danziger Straße wurde abgerissen und das bestehende Wohnhaus ist ein Neubau der 1960er Jahre. Das Haus Elbinger Straße 47 (damals: Ecke Trakehner Straße) war 1911 ein Neubau der Bau- und Terrain Akt.Ges. Phönix aus Charlottenburg. Das Kino zog in den Neubau ein. Der erste Betreiber des Kinotheaters war Paul Mühl unter den 28 Mietern. Die Größe ist mit (meist) mit 230 bis 270 Sitzplätzen angegeben und gespielt wurde durchgehend täglich, es gab zwei wechselnde Programme je Woche. Zwischen 1916 und 1918 war Adolf Barowsky als Kinematographenbesitzer im Haus notiert. Danach wurde Robert Gregor der Inhaber des Kinos, der seine Wohnung in der Sebastianstraße 35 hatte. Spätestens von ihm stammte der Kinoname „Komet“. Gregor blieb durch die Inflationszeit bis 1926 der Inhaber, zeitweise mit Teilhaber Johann Procza. 1926 wurde Leo Perdeck der neue Besitzer des Kinos. Im Folgejahr zog Wilhelm Stoll in das Haus und war Inhaber der „Komet“-Lichtspiele, und 1928 wurde Eugen Konrad der Kinobesitzer. Das Kinoadressbuch benennt Neuer als Pächter für 1929–1931. Mit Wechsel der Kinobesitzer übernahm 1930 Ernst Schmerzler, der im Folgejahr als Kinobesitzer die „Elite“-Lichtspiele in der Brunnenstraße 181 führte und seine Wohnung in W 15 Pariser Straße 17a nahm. Nach Berliner Adressbuch blieb Konrad wenigstens bis 1932 der Kinobesitzer in der Elbinger Straße. Während nach Kino-Adressbuch (nach dem Stande vom 1. September 1931) sich Konrad Kaiman als Inhaber der Lichtspiele aufnehmen ließ, wobei von ihm die Tonfilmeinrichtung der Firma Klangfilm installiert wurde. Es gab auch eine Mechanische Musik im „Komet“. Letztlich wurde Willibald Schmidt als Besitzer aufgenommen mit der Wohnung in O34 Litauer Straße 27 Aufg. 1. Die Kapazität an Sitzen gab er mit 249 an, es gab täglich Vorstellungen. Von ihm wurden die Komet-Lichtspiele bis zum Ende der Spielstätte durch Kriegseinwirkung. Nach den Angaben bei Hänsel/Schmitt ist als Ende des Kinobetriebs 1947 recherchiert mit der Markierung „zerstört*“, woraus sich eine mögliche Fortsetzung mit intakter Technik und nutzbarem Kinosaal in den unmittelbaren Nachkriegsjahren erschließt. |
| Königstor-Lichtspiele (Lage)                                                   | Otto-Braun-Straße 85                      | 1909–1952 | Zum „Königstor“ sind zwei Ladenkinos nach Kino-Adressbuch in der Königstadt aufgenommen. Zum einen wurde 1908 jenes unter der Adresse Neue Königstraße 7 eingerichtet. Das in der Größe ein Ladenkino bekam den Namen „Königstor-Lichtspiele“, auch „Lichtspielhaus Königstor“. Dieser Name war abgeleitet vom Königstor dem Platz der zur Greifswalder Straße überging. Das Gebäude auf dem Grundstück Neue Königstraße 7 war 1908 als Umbau (ehemaliges Vereinslokal Luna-Säle) durch Landschaftsmaler Bodenstein ausgewiesen. Das Haus 7 stand seit dem Umbau bis 1922 unter Zwangsverwaltung. Für dieses Grundstück war der Gastwirt Feist als Mieter aufgenommen, dessen Gastwirtschaft ist später nicht mehr notiert. Der Kinobesitzer Heinrich Schirmer wurde im Berliner Adressbuch ab 1912 genannt, seine Wohnung lag ab 1911 im Hochparterre der Greifswalder Straße 12. Heinrich Schirmer zog 1917 an den Kinostandort. Im Kino-Adressbuch wurde Heinrich Schirmer bis 1930 als Inhaber eingetragen, ab 1931 wohnte er als Privatier in NO 43 Neue Königstraße 7 I. Stock. Für die Jahre bis 1934 wurden C. Hensel und K. Gregor die Pächter des Kinos, die nicht im Hause wohnten. Die Lichtspiele wurden von Wilhelm Höhne als Inhaber übernommen, sein Vorführer Wilhelm Jäger war (wohl auch) Teilhaber. Ab 1939 wurde Hedwig Bock die Kinobesitzerin mit ihrer Wohnung in Schöneberg. Dieses Kino besaß 160 Plätze und es gab tägliche Vorstellungen, ab Mitte der 1920er Jahre waren es 140 bis 150 Sitzplätze. Die Inhaber ab Mitte der 1930er Jahre knapp nannten wiederum knapp 170 Plätze für Zuschauer im Kino-Adressbuch an. Als Jahr der Gründung gab Schirmer selbst 1909 vor, spätere Inhaber ließen jedoch 1908 eintragen. 1941 ist das Kino von Hedwig Bock im Telefonbuch genannt (59 19 07). Die andere, 50 m entfernte kinematographische Spielstätte befand sich seit Mitte der 1910er Jahre in der Neuen Königstraße 10. Karl Otto gab für sein Kino Königstor 1910 als Gründungsjahr an. Es besaß 200 Zuschauerplätze und tägliches Programmangebot. Als Inhaber um 1915 war Ernst Bartsch notiert. Er fehlte jedoch im Folgejahr im Berliner Adressbuch. Josef Bartsch war auch nach den Kriegsjahren noch Kaufmann, aber ohne Bezug zum Kino. Nach 1918 wurde Karl Otto der Kinobesitzer der Stätte in der Neuen Königstraße 10. Der Spielbetrieb wurde (wohl) 1922 eingestellt. Spätere Nutzungen waren durch Gewerbetreibende und Gastwirte. Die Lage dieses Kino entspräche der Wiese am Wohnhaus Otto-Braun-Straße 83 (Lage). Das Kino im Wohnhaus Neue Königsstraße 7 überstand das Kriegsende 1945 trotz Bombenschäden. Die Königstor-Lichtspiele wurden in den Nachkriegsjahren mit den vorhandenen 170 Sitzplätzen weitergeführt. Inhaberin war Hedwig Bock aus Schöneberg und es gab täglich drei bis vier Vorstellungen. Die Technik bestand aus einer Vorführapparatur Ernemann I, für den Ton gab es Verstärker von Klangfilm-Euronette und eine Dia-Ausstattung existierte. Das privat geführte Kino wurde 1952 eingestellt. Die von den Luftangriffen verbliebenen Gebäude an beiden Seiten der Neuen Königstraße, darunter das Kinogebäude, wurden mit den bestehenden Ruinen zu Beginn der 1960er Jahre abgerissen und beräumt. Für den Stadtumbau nördlich der Mollstraße wurden in dieser Gegend seit den 1970er Jahren Wohnblöcke auf den Flächen der Kriegsschäden überbaut. |
| Kopenhagener Kinotheater (Lage)                                                | Kopenhagener Straße 26                    | 1910–1913 | Das Kinematographentheater befand sich an der Nordostecke von Kopenhagener und Ystader Straße. In der Kopenhagener Straße 26 war für 1910 die J. Hütsch& Co. eingetragen nach dem im Jahr 1909 noch die Gastwirtschaft von Thiele im Haus bestand, darüber hinaus betrieb Joseph Hütsch eine Weißnäherei in N 113 Schönhauser Allee 110 I. Stock. 1911 war als Inhaber des Ladenkinos Karl Herrmann angegeben, während die Hütsch & Co. aufgelöst war und Hütsch die Weißnäherei weiter betrieb. Das Kino wurde im Jahre 1913 wieder eingestellt. Dafür war wieder eine Gastwirtschaft vermerkt. Das Eckhaus nahe der Ringbahnlage hatte Kriegseinwirkungen überstanden. Die für Berliner Wohnhäuser mit Gaststätten typische schräge Ecke mit dem Restauranteingang blieb erhalten. In diesem fünfgeschossigen Altbau liegt im Erdgeschoss an der 10 m breiten Ecke ein Ladengeschäft (Warnholz Wasser- und Wärmetechnik). |
| Korso-Lichtspiele ---- Tonbild-Theater (Lage)                                  | Prenzlauer Allee 49                       | 1904–1925 | Das Ladenkino ist bis 1921 als Tonbild-Theater aufgenommen. Wohl durch die Inflation war der Betrieb unterbrochen und wird 1924 als „Korso-Lichtspiele“ durch Theodor Rojiczek (Senefelderstraße 1) als Inhaber wieder mit täglichem Spieltag und Programmwechsel zweimal je Woche aufgenommen, aber im Folgejahr eingestellt. Die Größe unterschiedlich ist mit etwa 200 (180–240) Plätzen angegeben. |
| Krokodil ---- Kino Nord (Lage)                                                 | Greifenhagener Straße 32                  | 1913– >> | In den alten Kinoräumen ist das Krokodil untergekommen. „Das 2004 eröffnete Lichtspielhaus im Prenzlauer Berg hat sich auf Filme aus Russland und Osteuropa spezialisiert […] und wenn der Chef gut drauf ist, gibt es zum Abschied einen Wodka.“ Das Kinogebäude ist das Nordost-Eckhaus Greifenhagener mit Kuglerstraße 31 nahe der Wisbyer Straße. Das „Nord-Kino“ wurde 1913 als Ladenkino eröffnet. Als erster Inhaber ist David Heimann (Wichertstraße 19) benannt und 1921 übernahm es Charlotte Heimann. Die Kapazität des Kinos ist mit 321 bis 227 Plätzen angegeben. Ab 1921 sind A. Schulze, Ida Richter geborene Pick, Emil Richter und A. Lehmann die Inhaber. Vorstellungen fanden täglich statt. Ab 1928 ist Gerd Briese als Inhaber und W. Kenzier als Geschäftsführer eingetragen und von 1932 an gab es die Tonfilmtechnik der Firma Kinoton, wobei für 1934 die Mechanische Musik aufgeführt wurde. 1934 übernahm Karl Matthes und 1937 Alfred Voll das Nord-Kino. Das Filmtheater wurde in den Nachkriegsjahren privat weiter betrieben und 1957 als Nord durch den VEB Berliner Filmtheater übernommen. Das Kino Nord wurde Anfang der 1960er Jahre geschlossen, es ist 1961 noch im Branchenbuch für den Bezirk Prenzlauer Berg aufgenommen. Nach der politischen Wende wurde das für 30 Jahre geschlossene Filmtheater Nord von der Yorck-Kino GmbH (10789 Berlin, Rankestraße 31) mit 117 Plätzen wieder in Betrieb genommen. 2004 übernahm es Gabriel Hageni (Kulturhof e. V., Schulweg 7, Großschirma). Er betreibt das Programmkino mit traditionellem Saal als Kino Krokodil und ist auf originale russische und osteuropäische Filme mit Untertiteln spezialisiert. Gespielt wird täglich im Saal 1 mit 75 Sitzplätzen und Mono-Sound. |
| Libelle-Filmtheater ---- Pappel-Theater-Lichtspiele (Lage)                     | Pappelallee 78/79                         | 1928–1961 | Das Filmtheater wurde 1928 durch Paul Überholz im Erdgeschoss des 1913 erbauten Handelshauses eröffnet. Nach Größe und Ausstattung war es besser als die vorherigen Ladenkinos gestaltet. Ein Korridor rechts am Haus (Pappelallee 78) führte seitlich in den Kinosaal entlang der Pappelallee. Zwei Bestuhlungsblöcke und ein Orchestergraben boten das ansteigende Podium für bessere Sicht auch auf den hinteren Reihen. Um 1941 im Telefonbuch als Kino genannt, befand es sich in dem gewerblich genutzten Gebäude. Mit etwa 350 Sitzplätzen lautete der Name bis 1934 P.T.L Pappel-Theater-Lichtspiele und nach dem Besitzerwechsel durch Frau Anna Wächtler wurde es als Libelle-Filmtheater / Libelle-Lichtspiele geführt, es sind um 300 Plätze und eine 12-m²-Bühne angegeben. Das Gebäude blieb im Krieg im Gebiet leichter Bombenschäden erhalten. Das Kino wurde in den Nachkriegsjahren nach kurzer Unterbrechung privat von Mielke weiter betrieben. Im Oktober 1961 wurde das Kino geschlossen. Nach der politischen Wende befand sich bis 2009 das bezirkliche Finanzamt im Haus. Neben den Geschäftsräumen verschiedener Firmen befindet sich seit 2010 der Sitz des Suhrkamp Verlags hier. Das Gebäude in dem sich das Kino befand ist ein Baudenkmal. |
| Lichtblick-Kino (Lage)                                                         | Kastanienallee 77                         | 1994–>> | Das Lichtblick-Kino wird seit 1995 als Kollektiv betrieben. „Das kleinste Berliner Filmtheater befindet sich seit 1994 im ehemaligen Verkaufsraum einer Fleischerei im ältesten Haus des Bezirks.“ Es ist aus dem 1994 gegründeten Stattkino anfangs mit Filmreihen zu politischen Themen hervorgegangen. In der Wolliner Straße 19 als feste Spielstätte eingerichtet, endete der Mietvertrag am 30. September 1997. Der Besitzer des Delta-Kinos (später: Arkona) wollte ein Kinocenter mit Saal schaffen. Wegen Insolvenz des Besitzers steht das Haus inzwischen leer. Das Lichtblick kam im Hausprojekt Kastanienallee 77 unter und ist mit 32 Sitzplätzen eines der kleinsten Kinos der Stadt. Die Räumlichkeiten sind der ehemalige Verkaufsraum und die Wohnung eines Fleischers im „ältesten Haus“ im Prenzlauer Berg. Die Leinwand hat 9 m², der Ton ist Dolby Surround, die Projektion ist digital und 35 mm/16 mm analog möglich. |
| Märchenbrunnen-Lichtspiele ---- Palast Schweitzergarten (Lage)                 | Am Friedrichshain 29–32                   | 1918–1943 | Das alte Kinogebäude und die Häuser um den „Schweizergarten“ hatten 1945 schwere Bombenschäden und wurden abgerissen. Die lange Zeit brache Fläche wurde mit Neubauten der 2000er Jahre entlang der Straße Am Schweizer Garten überbaut. Das Kinogebäude unter dieser Adresse befand sich auf der nun überbauten Fläche. Für deren Zufahrtsstraße wurde mit Am Schweizergarten ein Bezug zum Biergarten der Brauerei Friedrichshain zu dem auch das Kino gehörte. Am Rand der Aktienbrauerei Friedrichshain war der Biergarten eingerichtet woraus wie berlinweit üblich eine Vergnügungsstätte entstand. Im Prachtsaal des Schweizer Gartens fanden bereits seit den 1910er Jahren kinematographische Vorstellungen statt. 1921 ließ der Besitzer des Schweitzer Gartens Wilhelm Kratz einen freistehenden Kinobau errichten. Der Neubau war 1925 fertig, das Kino wurde 1936 durch Gustav Neustein und Bruno Meltendorf unter Beachtung der installierten Tonfilmtechnik nochmals umgebaut. Der Kinosaal war an die Tradition der Festsäle angepasst gestaltet worden, der Grundriss des Saalbaus besaß weitläufige Nebenräume und eine tiefe Bühne. Im Adressbuch von 1921 findet sich als Betreiber Willibald Paeschke unter NO 43 Am Friedrichshain 29–32 (Telefon Königstadt 671) mit „Lichtspielpalast Schweitzer Garten“. |
| Metropol-Lichtspiele (Lage)                                                    | Sredzkistraße 23                          | 1913–1959 | Jetzt befindet sich im Gebäude Ecke Hagenauer Straße des vormals betriebenen Kinos ein Restaurant. Das Kino wurde 1913 durch Rudolf Seefeld im Haus Franseckystraße 53 in die Gastwirtschaft eingebaut. Die geänderte Adresse ist in der Umbenennung der Straße von 1952 begründet und damit verbunden wurde von der fortlaufenden Grundstückszählung zu Zick-Zack umnummeriert. Im Juli 1959 endete der Spielbetrieb. Der Kinosaal lag vom Eingang an der gefasten Hausecke nach hinten L-förmig, erreichbar über eine kleine Treppe vom Vorraum mit Kasse und Garderobe. Die schräge Leinwand mit einem Orchestergraben war in der Saalecke von beiden Saalteilen einzusehen. Mit den 400 Sitzplätzen war das Metropol größer als die üblichen Ladenkinos. Der Name der Filmbühne als Metropol-Lichtspiele kommt (wohl) 1918 auf, wobei vom Inhaber Leo Czutzka 400 Plätze angegeben waren. Die Ohnesorge & Co. folgt als Inhaber ab 1920 mit täglichem Programm und 227 Sitzen. 1924 bietet Max Prager 324 Plätze (1925 ist E. Ziff Inhaber), 1928 ist Bernhard Müller (320 Plätze) und 1929 bis 1933 August und Franz Stoll Inhaber des Lichtspieltheaters mit 340 Plätzen. Sind 1931 noch Musiker angegeben bestand ab 1932 Technik für Tonfilme von Firma Kinoton. 1934 wurde Gustav Meizut Inhaber. Ab 1937 ist eine Bühne von 5 m × 10 m bei 251 Plätzen (1940 wieder 265) beschrieben. Das Kino wurde bei der Umstellung auf Tonfilmtechnik von Architekt Tiedt 1935 umgebaut, dabei wurde der Vorraum vergrößert und die Leinwand zum Sitzblock im Seitenteil gedreht und zur Verbesserung für die Zuschauer wurden Logen geschaffen. Beim Umbau des Kinos 1935 wurde eine Bühne eingebaut. Die Kapazität sank auf 250 Plätze. Thilo Bleck (1937), Hans Joachim Wehling (1938/1939) und 1941 ist Gerhard Breslich Inhaber der Spielstätte. Zu der Nutzung als Kino zwischen 1945 und 1959 fehlen weitergehende Belege, obwohl im Buch Kinoarchitektur ebenfalls 1958/1959 als Einstellung des Kinobetriebs genannt ist. |
| Mila-Lichtspielpalast (Lage)                                                   | Schönhauser Allee 130                     | 1918–1965 | Der „Lichtspielpalast“ lag im Eckhaus zur Milastraße. Das Kino wurde 1919 in den Mila-Festsälen der Brauerei Groterjan eingerichtet. Der Saalbau der Brauerei war 1905–1907 errichtet worden mit dem Eingang an der Milastraße 2/3. Nach Adressbuch 1910 befand sich auf dem Grundstück noch der Garten von Milastraße 1/4. Seit 1990 steht der Gesamtkomplex unter Denkmalschutz. Das Kino ist mit 500 Plätzen (514, 525, 634 und 540) aufgeführt und gespielt wurde täglich. 1920 sind Ludwig Pelz (Wilmersdorf, 1921: Schöneberg) und Curt Schlicht (Tempelhof) Inhaber, 1925 die B-Es-P Film- und Bühnenschau GmbH und Ludwig Pelz (Milastraße 2). 1927 unter der Fa. Pelty & Co. ist die Bühne 8 m breit 5,30 m tief, im Folgejahr 1928 sind Ludwig Runge & Erich Zocher Inhaber und 1929/1930 Granzow Pächter. 1930 wird die Bühne mit 4,5 × 3,8 m² angegeben. 1931 ist Ph. Kochmann Inhaber, 1932 im Besitz von Georg Pinette gibt es die Techni von Kinoton für den Tonfilm. 1933 erwarb Martha Soliman die Mila-Lichtspiele und betrieb sie bis in die Nachkriegsjahre. Zusätzlich erwarben sie zwei weitere Kinos (Zinnowald Lichtspiele Zehlendorf, Wannsee Lichtspiele) bevor 1952 Myriam Krytzki diese erbte. Die Erben übersiedelten nach West-Berlin und betrieben die beiden Lichtspiele. Bereits 1958 wurden aus wirtschaftlichen Gründen die Zinnowald Lichtspiele aufgegeben und mit dem großen Kinosterben Ende der 1960er Jahre endete die familiäre Tradition. Um 1941 im Telefonbuch genannt (44 04 06), 1940: Lichtspieltheater von M. und H. Solmann, N58 Schönhauser Allee 130. Die Mila-Lichtspiele wurden 1961 durch die Regierung der DDR enteignet. Betreiber der Mila-Lichtspiele wurde der VEB Berliner Filmtheater, dessen Verwaltung sich bis in die 1960er Jahre Milastraße 2–4 befand. Im Juni 1965 schloss das Kino. Der Kinoeingang befand sich in der Schönhauser Allee, rechts vom 1957 an der Mila-Ecke eröffneten Kaufhaus Fix, an dessen Stelle sich inzwischen ein Lebensmittelmarkt befindet. |
| Nord-Ost-Kino (Lage)                                                           | Winsstraße 42                             | 1912–1960 | Das Nordost-Kino befand sich im Südwest-Eckhaus zur Chodowieckistraße. Das Eckhaus überstand die Kriegsereignisse weitestgehend unbeschadet und das Kino blieb in den Nachkriegsjahren bis zum September 1960 in Betrieb. Nach dem Eintrag im Branchentelefonbuch 1957/1958 wurde die privat geführte Spielstätte (175 Sitzplätze) nicht zum VEB Berliner Filmtheater übernommen und als Nord-Ost-Lichtspiele NO 55 Winsstraße betrieben. Nach der Schließung wurde es als Lager weiter genutzt, dort befindet sich nun ein Ladengeschäft. Das Kino an der Winsstraße wurde von P. Kretschmer als Ladenkino eingerichtet (NO 55 Winsstraße 42), der als Gewerbetreibender mit kinematographischen Vorstellungen notiert wurde. Zu den Kretschmers gehörten Abbruchunternehmer, die und in Weißensee und Greifswalder / Ecke Grellstraße wohnten. Es soll um 1918 ein (Laden-)Kino im Eckhaus Greifswalder und Grellstraße bestanden haben, möglicherweise in der Gastwirtschaft. Der Altbau besteht noch und wurde saniert. Paul Kretschmer wurde erstmals für 1911 als Kinematographenbesitzer im Adressbuch eingetragen (Wohnsitz: N 65 Togostraße 76). In diesem Jahr war der Standort seines Kintopps ein Neubau der Berliner Terraingesellschaft. Für 1912 ist die Spielstätte mithin in neuen Räumen eingezogen und besaß 221 Plätze und es gab tägliche Stummfilmprogramme. Paul Kretzschmer war hierher umgezogen und hatte Kino und Wohnung im Parterre. Kretschmar blieb durch die Kriegsjahre der Besitzer des „Nord-Ost-Kinos“ bis Anfang der 1920er Jahre. war allerdings in die Grellstraße (Nr. 38, III. Stock) verzogen. 1922 ist das Kino aufgegeben und Kretschmer als Konfektioneur notiert. Nach dem Ende der Inflation erfolgte im Jahr 1924 für die „Lichtspiele NO“ mit 193 Plätzen der Inhaberwechsel auf den Kinobesitzer (C/K)arl Suckrow, der im Haus seines Kinos wohnte und tägliche Vorführungen anbot. Für 1924 ist er noch als Kinobesitzer eingetragen, 1925 nicht mehr. Das Kino wurde weiter bespielt und 1927 Paul Berndt für das Nordost-Kino als Besitzer eingetragen. Als er den Besitz des Kinos aufgab, übernahm 1930 der Kaufmann Max Herschberg (N 31 Swinemünder Straße 83). Letzterer ließ die Einrichtung zur Wiedergabe von Tonfilmen der Firma Kinoton 1932 in das Kino mit 200 Plätzen installieren. Die Vorstellungen fanden täglich statt. 1934 übernahm Paul Müller aus Neubabelsberg (ab 1938 Ufastadt Babelsberg) das Nordost-Kino mit 175 Plätzen. |
| Odyssee im Planetarium (Lage)                                                  | Prenzlauer Allee 80                       | 1991–1999 | Das Kino befand sich im Zeiss-Großplanetarium, das im Parkstreifen (den Thälmann-Park verlängernd) zwischen Bezirksamt und S-Bahn steht. Das Planetarium wurde 1987 eröffnet. Von 1991 bis 1999 wurde mit der Odyssee Filmtheater Betriebs GmbH in einem klimatisierten Saal mit etwa 160 Plätzen im Untergeschoss des Gebäudes ein Kino betrieben. Anfangs wurde das Projekt von Knuth Steenwerth und Georg Kloster umgesetzt und wurde Odyssee genannt. Ab 1993 übernahm es die Yorck Kino GmbH (10789 Berlin, Rankestraße 31) unter gleichem Namen und hat die Filmvorführungen bis April 1999 betrieben. Es folgten nur noch unregelmäßige Kinovorstellungen, wie für das Spatzenkino. Nach 2006 wurde im gleichen (Kino-)Raum das „SciFi-Kino im Planetarium“ betrieben. Diese Vorstellungen wurden 2008 wieder eingestellt. Das Planetarium wurde 2014 für umfangreiche Umbau- und Renovierungsmaßnahmen geschlossen. Danach soll der Kinosaal im Rahmen des Wissenschafts-Theaters klassisch modern wieder in Betrieb genommen werden mit neuer 3D-Kinoprojektion und 7.2-Surround-Sound. Vorwiegend 3D-Filmvorführungen werden im Rahmen des „Wissenschafts-Theaters“ im Kinosaal nach der Eröffnung im Juli 2016 angeboten. |
| Prater-Lichtspiele ---- DEFA-Filmtheater Panorama (Lage)                       | Kastanienallee 7–9                        | 1914–1965 | Der Prater entstand 1837 als Bierausschank und ist der älteste Biergarten Berlins. Die Familie Kalbo erwarb 1852 das Etablissement baute ihn zu einer Freizeit- und Vergnügungsgaststätte aus. Erste „kinematographischen Vorstellungen“ fanden bereits am 5. und 6. März 1903 statt. 1905 erweiterte der Architekt Kamerow mit einem Saalgebäude in dem Veranstaltungen wie Theater- und auch Filmaufführungen stattfanden. Der Theaterdirektor dieser Zeit Arthur Rannow war auch für das Kino zuständig. Regelmäßig fanden Vorstellungen seit 1914 statt. 1914 wurden die Prater-Lichtspiele mit einem Sitzplatzangebot von 600 Plätzen (ab 1920 mit 800 Plätzen) eingerichtet. Als Inhaber der Filmspielstätte ist Rannow & Asmus genannt, darunter Arthur Rannow (später dessen Witwe) als Inhaber und Carl Aßmuß als Geschäftsführer, der Prater als Gesamtstätte lief unter der Theaterkonzession von Martha Kalbo. Bei zweimaligem Programmwechsel je Woche fanden täglich Kinovorstellungen statt. Die Bühne war 7,5 m, 10 m breit und 7 m tief, hinzu kam ein Vorbau von zwei Metern. 1929 entstand durch Walter Treder der noch bestehende Kopfbau mit Eingang und Foyer. 1930 sind als gemeinsame Inhaber Nicolaus Olah, Martin Behr, Heinrich Graf (Geschäftsführer Erich Zocher), im Folgejahr Martin Behr, Fritz Jacubowitsch, Frau Adele Graf genannt. Ab 1930 sind für Vorstellungen von Tonfilm Technik der Firma Kinoton und Kinoorgel im Kino-Adressbuch angegeben. 1932 erwarb die Berliner-Kino-Betrieb GmbH als Generalpächter den „Berliner Prater“, der bis dahin von Familie Kalbo geführt worden war, und damit die Prater-Lichtspiele. Ab 1937 sind Paul Reinecker, Fritz Kuske, Hans Reinelt als Kino-Inhaber verzeichnet. Um 1941 sind die Prater-Lichtspiele im Telefonbuch genannt. Der Prater hatte die Bombenangriffe im Zweiten Weltkrieg überstanden. Es zog 1946 die Berliner Volksbühne als Ersatz für ihre Spielstätte ein. 1949 wurde das „DEFA-Filmtheater Kastanienallee“ eröffnet, das vom VEB Berliner Filmtheater betrieben wurde. Im Juni 1965 wurde auf Totalvision umgebaut und das Kino wurde zum Filmkunsttheater Panorama. 1967 wurde das Kreiskulturhaus „Prater“ gebildet und der Kinobetrieb im Prater endete, das Filmkunsttheater zog ins Plaza in der Rüdersdorfer Straße 4/5. Nach der politischen Wende wurde das Kreiskulturhaus 1990 aufgelöst, eine Brauerei übernahm die Bewirtschaftung, 1991 wurde der Prater vom Bezirksamt geschlossen. Der Senat gab 1994 die Verantwortung dem Bezirk zurück und dieser an die Volksbühne weiter. Diese betreibt seit 1992 die zweite Spielstätte. 1995 eröffnete der Biergarten wieder, ein Kino kehrte nicht zurück. |
| Reform-Lichtspiele (Lage)                                                      | Landsberger Allee 93                      | 1908–1931 | Das Kino befand sich im 24-Parteien-Mietshaus zur Ecke Thorner Straße (seit 1974: Conrad-Blenkle-Straße; 1910: 24 Mieter). Durch die zwischenzeitliche Umbenennung der Straße in Leninallee und die folgende Rückbenennung wurde die Grundstücksnummerierung geändert, sodass die Hausnummer 128 zur heutigen Nr. 93 wurde. Das Wohnhauskarree befindet sich am Rand des Ortsteils Prenzlauer Berg zum Bezirk Friedrichshain-Kreuzberg. Das 15 m breite fünfgeschossige Gebäude mit dem Quergebäude an einer Seite existiert noch und verfügt im Erdgeschoss über Ladengeschäfte. Das Kino war vermutlich ein reines Ladenkino, die Anzahl der Plätze fiel mit 120 vergleichsweise gering aus. Kaufmann Alfred Stabernack wurde für das Kinematographen Theater im Adressbuch 1912 notiert. 1912 bis 1914 wurde im Haus 128 explizit das Reformtheater aufgenommen. 1915 folgte der Eintrag von Kinobesitzer Carl Kappke in Landsberger Allee 128 mit Wohnung und Kino. Zuvor wohnte der Handelsmann Carl Kappke schon seit 1909 N20 in der Drontheimer Straße 14 Hinterhaus II. Stock. Kappke wurde im Kino-Adressbuch für die folgenden Jahre als Inhaber des Reform-Theaters (wohl bis 1925) eingetragen. Unter dem Namen Reform-Theater bestand die Spielstätte weiterhin, 1927 wohnte Kinobesitzer Josef Gutfreund am Kino im Erdgeschoss des Hauses. Abgelöst wurde er 1928 in dieser Wohnung mit dem Lichtspieltheater von Gerhard Simon. Nach den Einträgen übernahmen spätestens ab 1928 Arthur Lichtenstein und Frau Gertrud Kabilinski den Besitz des kleinen Kinos. Nach ihnen waren bis zur Schließung 1931 noch „Simon & Westkott“ die Inhaber der Reform-Lichtspiele. Gutfreund, Simon und Goertz wohnten im Erdgeschoss am Kino und waren wohl Betreiber und Vorführer, die ihren Lebensunterhalt mit den kinematographischen Vorstellungen verdienten. Das Kino wurde täglich bespielt und für die letzten Jahre sind 116 Plätze vermerkt. Als andere Spielstätten auf Tonfilm umstellten wurden die Reform-Lichtspiele geschlossen, die Kapazität schloss (wohl) einen rentablen Umbau aus. |
| Roxy ---- Film und Brett'l (Lage)                                              | Belforter Straße 15                       | 1911–1956 | Das Gebäude steht unter Denkmalschutz und wurde 1876 in Entwurf von Fritz Gerhardt und seiner Ausführung 1878–1879 als Saalbau errichtet. Das Kino wurde 1911 im ehemaligen Tanzsaal eröffnet, ein Umbau folgte 1913. 1920 wurde es durch die Großkinobauherren Czutzka & Co. übernommen, die mit einem Umbau den Kinoarchitekten Max Bischoff beauftragten. Im Laufe der Jahre wurde es mehrfach umgebaut. Im Februar 1944 musste das Roxy wegen starker Schäden schließen, konnte allerdings bald den Betrieb für die Nachkriegszeit bis 1956 wieder aufnehmen. Nach dem Leerstand gründeten 1961 Wolf Biermann und Brigitte Soubeyran das b.a.t. als eines der ersten Laientheater der DDR. Dafür erfolgte 1962 ein Umbau für die neuen Bedingungen. Es wurde seither durchgehend als Studiotheater der Hochschule für Schauspielkunst „Ernst Busch“ Berlin (HFS) geführt. In jüngster Zeit (2016 und 2017) erfolgte eine Grundsanierung dieser Spielstätte. Das Kino wurde als Apollo-Lichtspiele 1920 mit 500 Plätzen täglich bespielt. Beim Umbau 1920 wurde der Saalbau mit Rang und Orchestergraben in den Seitenflügeln ergänzt. Der Giebel wurde in zwei Geschosse geteilt, die Besucher kamen über eine Treppe durch einen breiten Zugang mit Flügeltüren, darüber der Kinoname und seitwärts Schaukästen für Filmwerbung, in die Kassenvorhalle. Die Bestuhlung reichte bis an die Bühne mit großer Tiefe. Im unteren Geschoss des rechts angrenzenden Wohnhauses waren Nebenräume. 1931 ließ Wilhelm Kratz in diese Nebenräume Logen (anstelle der entfernten vorherigen Parkett- und Ranglogen) einsetzen, und an den Rang kamen Balkone. Ab 1921 wurde der Name Film und Brettl geführt und mit 290 Sitzplätzen war im Besitz der Berliner Lichtspiel-GmbH (Berlich), die Geschäfte führte de la Croix. Der Name spricht für Varieté-Veranstaltungen zu Stummfilmvorführungen. Bis 1924 wechseln die Platzanzahlen von 218, 425, 320 bis 457. Unter Führung von Frau Direktor Ella Alexander, ab 1928 zusammen mit Margarete Schako, stieg die Anzahl der vorhandenen Plätze von 218 auf 425 bis 457, es waren fünf Kinomusiker beschäftigt. Ab 1931 wurde mechanische Musik genannt und es gab Technik für das tägliche Tonfilmprogramm. Schließlich war wohl 1933 Ella Alexander als Teilhaberin ausgestiegen. 1935 wurde Ernst Severin der neue Inhaber und nannte das Kino mit 413 Plätzen „Roxy-Lichtspiele“ (Belforter Straße). Im Februar 1944 schloss das Roxy wegen starker Schäden. Es wurde jedoch 1946 wieder geöffnet und bestand als Kino bis 1956, zunächst in Treuhand, folgend als Teil des VEB Berliner Filmtheater. |
| Schauburg am Arnimplatz ---- Groß-Lichtspiele Volks-Kino-Theater (Lage)        | Schönfließer Straße 17                    | 1912–1942 | Das Kino lag vormals an der Westseite des Arnimplatzes hinter dem Vorderhaus 17. 1912 baute Otto Carl einen im Hinterhof quer an den rechten Seitenflügel anschließenden Saalbau („Arnimsäle“ von Oskar Heine, 15 m × 10 m) zum Volks-Kino-Theater um. Auftraggeber waren Stoll & Koschinska (Kinotheater), wobei W. Koschinska hier zum Zeitpunkt im 12-Mieter-Haus wohnte. Der gesamte Seitenflügel wurde zum Eingangs- und Foyerbereich, so lag die Bestuhlung von der Bildwand zur Rückwand. Ein breiter Quergang führte zum Saalausgang auf den Hof. Der Vorführraum lag auf einer schmalen Galerie. Bis 1917 war A. Stoll & Co. die Kinoinhaber(-firma) am Standort. Anfangs besaß der Gastwirt Oskar Heine zudem den Kinematographen und betrieb im umgebauten vorherigen Arnimsaal oder ließ ihn betreiben. 1913 zog Heine von der Schivelbeiner Straße zur Stargarder Straße 60 und bei ihm der Gastwirt Emil Otto ein. „Stoll & Co.“ gehörten neben der Schönfließer Straße auch die „Helmholtz-Lichtspiele“ und das Atlantic in Wedding. In der Schönfließer Straße 17 war ab 1915 der Kinoteilhaber Franz Stoll zuständig. Das Volks-Kino-Theater bot tägliche Darbietungen und hatte wohl 300 Plätze. Für die Jahre 1918 und 1919 waren die Kinobesitzerin F. Härtig und der Kinobesitzer F. Leben mit der Wohnung und dem Kinotheater von Leben & Härtig im Haus eingetragen. 1920 wurde Frieda Härtig weder im Haus noch Teilhaberin erwähnt. Zum Kinobesitzer Leben kam der Kinobesitzer Willy Könnecke hinzu. Letzterer war vorher nicht im Adressbuch 1920/1408 oder es war Schlosser Willi Könnecke als Bewohner der Erdgeschosswohnung hinzu. Die Anzahl der Plätze wurde 1918 vom Inhaber Friedrich Leben mit 321 angegeben, 1920 noch mit 200 und es gab ein tägliches Programm der Stummfilme. Kaufmann Leben und Kinobesitzer Könnecke führten das Volks-Kino-Theater noch 1922 und hörten 1923 zum Höhepunkt der Inflationszeit auf. 1923 ist Leben aus dem Kinobereich (wohl) ausgeschieden und Kaufmann Willy Könnecke verzog nach Moabit. Kaufmann Max Groß erwarb 1924 das Saalgebäude und die vorhandene Ausrüstung. Der neue Name „Groß-Lichtspiele“ ging auf die neuen Besitzern Max und Ernestine Groß zurück. 1927 wurden die Groß-Lichtspiele umgebaut, wobei die Galerie zu einem Rang wurde, den die Besucher aus dem Seitenflügel erreichten. Die Anzahl der Plätze stieg dabei von 200 bis 211 auf 360 bis 354. Max Groß war 1927 verstorben und seine Witwe Ernestine Groß, geb. Kraus führte den Kinobetrieb weiter. 1929/1930 war Walther Lange Teilhaber oder Pächter. 1932 wurde die für die Tonfilmvorführung benötigte Einrichtung angeschafft, sie stammte von der Firma Kinoton. Das Kino wurde vom Pächter L. Ebersohn von der Stummfilmbühne zum Tonfilmbühne als „Groß-Lichtspiele“ geführt. Wohl 1936 verstarb die Witwe Groß. 1937 übernahm Walter Eiling (Elims) die Lichtspiele von den Großschen Erben. Um die Namensrechte zu beachten vergab er unter Verzicht auf den Familiennamen der vorherigen Besitzer den neuen Namen mit Ortszusatz Schauburg am Arnimplatz. Es bestanden in Berlin mehrere Schauburg-Lichtspiele, die von der Roland & Co. Commanditgesellschaft mit Sitz am Belle-Alliance-Platz betrieben wurden. Noch 1941 wurden Rudolf Winter und Elise Picht Teilhaber der Schauburg Eilings, weiterhin mit 354 Plätzen. 1941 ist die Schauburg noch im Telefonbuch genannt. Bei den alliierten Luftangriffen 1942 wurde der Saalbau im Zweiten Weltkrieg im Gegensatz zum beschädigten Wohnhaus an der Straße zerstört, die südliche Bebauung vom Arnimplatz westwärts war durch Bombenschäden stark zerstört. Die Eckbebauung des Platzes an der Schönfließer Straße war weniger betroffen. Der Altbau Schönfließer Straße 17 wurde um 2010 als Wohnhaus saniert. |
| Schönhauser Lichtbild-Theater (Lage)                                           | Schönhauser Allee 101                     | 1919–1925 | Das Kino befand sich an der Ecke Bornholmer Straße. Die Spielstätte existierte von 1919 bis 1925. Gegenwärtig (Stand 2017[veraltet]) befinden sich im Erdgeschoss zwei Ladengeschäfte: wobei die Drogerie mit Eingang an der gefasten Hausecke den Kinobereich mit dem Saal entlang der Bornholmer Straße einnimmt. Das „Schönhauser Lichtbild-Theater“ wird im Kinoadressbuch mit täglicher Vorstellung und 250 Sitzplätzen angegeben. Bis 1921 ist Gustav Ziel als Inhaber, nach der Inflation ist 1924 und 1925 Walerie Krauß Inhaberin mit einem etwas höheren Platzangebot von 269 Sitzen. Bis zur Schließung des Kinos bestand die Direktion noch aus Anthony Hope und J. Hopman aus Reinickendorf-Schönholz. |
| Skala-Lichtspiele (Lage)                                                       | Schönhauser Allee 80                      | 1912–1975 | Das Skala lag nördlich am S-Bahnhof Schönhauser Allee. Das Haus Schönhauser Allee 80 war 1875 ein Neubau von Ackerbürger Griebe, weiter nach Norden bis zur Pankower Feldmark lagen in den 1890er Jahren unbebaute Grundstücke und Stätteplätze. Seit 1895 waren im Mietshaus 80 von (zunächst) Eigentümer Krüger auch Gastwirte tätig. Im Jahr 1906 wurde die Rentiere Runge (Wallstraße 3) die Eigentümerin des Hauses. Um 1910 übernahm A. Bahr im Gastwirtschaft im Haus der Eigentümer A. und L. Runge und es wohnten die Schausteller Karl und Heinrich Petsch hier. Die Angabe 1912 für den Beginn von kinematographischen Vorstellungen unter der Adresse Schönhauser Straße 80 beruht wohl auf Vorführungen in der Restauration. Die günstige Lage am Ringbahnhof, die Anwesenheit von Schaustellern im Haus und die fortschreitende Bebauung der Schönhauser Allee jenseits der Ringbahn hat (wohl) eine Nutzung als Kintopp begünstigt. 1919/1920 wechselt das Grundstück an die Rungeschen Erben und wird von L. Runge verwaltet; Gastwirt wurde Hoffmann. Ab 1922 ist im Berliner Adressbuch das Skala-Theater (Lichtbild) im Haus der Rungeschen Erben Walter und Hans Runge (als Verwalter nannten sie Rentier Ludwig Runge) aufgenommen. Albert Maaß übernahm die Gastwirtschaft und die Schausteller Petsch wohnten noch hier. Das Lichtbildtheater wurde als handelsgerichtlich eingetragene Firma Skala-Theater Gebr. W. & H. Runge 1922 im Zeitraum der Inflation begründet, anfangs war als Inhaber von Haus und Kino Ludwig Runge genannt. Das Kino-Adreßbuch 1924–1925 (Verlag Max Mattisson) gibt eine Anzahl von 578 Plätzen, 1925 auch 600 Plätze, es gab tägliche Vorstellungen mit Stummfilmprogrammen mit künstlerischen Darbietungen. Das Skala-Theater hatte eine Bühne von 6 m × 3,5 m und 4,5 m Höhe. 1925 erwarb die B-S-P-Film- und Bühnenschau GmbH das Theater und 1927 wurden Heinrich Hadekel und David Hirschberg die Inhaber des Lichtbildtheaters. 1929 bot der Inhaber Siegfried Ebenstein tägliche Vorstellungen in den Skala-Lichtspiele, Film und Bühne und gab für Zuschauer 600 Plätze in den Unterlagen an. Eine Kapelle von vier Kinomusikern begleitet die Vorführungen als 1931 Hoffmanns Lachbühne GmbH aus Charlottenburg (Geschäftsführer: S. Hoffmann) das Kino innehatte. 1932 wurde die Tonfilmeinrichtung der Firma Kinoton installiert und die Kapelle durch eine Kinoorgel ersetzt. Im Reichskino Adressbuch, Bd. 11, wurden wieder Walter und Hans Runge als Inhaber des „Skala-Tonfilm-Kabarett, Film und Bühne“ mit täglichem Programm und 570 Plätzen angegeben. Es ist anzunehmen, dass sie durchgehende die Eigentümer der Einrichtung geblieben waren und die Nutzung von Bühne und Technik abgaben. Sie blieben auch im weiteren die Inhaber der Spielstätte mit wechselnd zwischen 575 und 600 Plätzen, und täglichen Vorführungen auf der 24-m²-Bühne. 1941 im Telefonbuch genannt (446274) war das Skala seit 1922 eines der großen Lichtspiele in Prenzlauer Berg. Die Kriegsschäden nördlich von Bahnhof und Hochbahnstation blieben begrenzt. Mit kurzer Unterbrechung durch den Schließungsbefehl von Reichspropagandaminister Goebbels zum Kriegsende ab Herbst 1944 und nach Kriegsende wegen Stromstörungen 1945 führten die Scala-Lichtspiele in den Nachkriegsjahren den Betrieb weiter. Die überkommene Filmvorführtechnik zusammen mit der Diaprojektion und die vorhandenen 575 Sitzplätze ermöglichten die täglichen Vorstellungen durch Inhaber Runge. Das 1957 in Ost-Berlin noch privat geführte Kino wurde anfangs in Treuhand 1960 enteignet und vom VEB Berliner Filmtheater noch bis 1975 weitergeführt. Der Kino-Betrieb wurde vor dem Abriss des Wohnhauskomplexes mit Geschäftsbereichen am Bahnhof eingestellt. Mit den Bauplanungen für die Bahnhofsumgestaltung waren die Grundstücke mit den Hinterhöfen zur Greifenhagener Brücke (Greifenhagener Straße 47 und 48 und Schönhauser Allee 80) in den 1980er Jahren beim Umbau des S- und U-Bahnhofs abgerissen worden. Die Fertigstellung der Bahnhofsanlage erfolgte 1987 zur 750-Jahrfeier. Auf Grundstück 78/79 befand sich als Bahnhofsvorplatz eine Freifläche mit Einzelhandelsmärkten. Zunächst waren Wohnhäuser vorgesehen. Nach der Wende kam es zu Planungsänderungen und 1999 wurde das EKZ „Schönhauser Allee Arcaden“ eröffnet. Der vormalige Kinobereich ging völlig verloren. |
| Stargarder Lichtspiele (Lage)                                                  | Stargarder Straße 65/66                   | 1909–1921 | Das Kino befand sich im Eckhaus Stargarder 65 /Lychener Straße 67 (Nordecke der Kreuzung). In dem fünfgeschossigen Haus liegen über dem Gewerbe im Erdgeschoss vier Wohngeschosse (zwölf Mieter). Für 1909 sind die Kinematographenbesitzer F. & H. Bartlog im Adressbuch unter Lychener Straße 102 aufgenommen. Nach dem Bestuhlungsplan von 1910 erfolgte der Zugang von der Hausecke am Vorführraum vorbei in den Saal, der Lychener Straße im Erdgeschoss entlang lag (30 Meter, vor 1937: Lychener Straße 102). Der seitliche Raum hatte als zusätzliches Platzangebot (wohl) schlechte Sicht zur Leinwand. Die Ecklage begründet die wechselnden Adressangaben. Im Branchenteil des Adressbuchs 1912 sind die Gebrüder Bartlog unter Lychener Straße 102 für kinematographische Vorstellungen aufgeführt. 1914 ist für Betreiber Reuter wiederum Stargarder Straße 65/66 aufgeführt. Im Kinoadressbuch für 1917 wurde es als Lychener Straße 102 adressiert. Für 1918 sind die Stargarder Lichtspiele unter Stargarderstraße 65/66 mit 221 Plätzen und Robert Gramseil als Inhaber angegeben. Das Kinoadressbuch nennt für 1920 und 1921 als Inhaber Friedrich Neumann, im Berliner Adressbuch ist für 1920 im Branchenteil F. Bechler für N 58 Stargarder Straße 65.66 angegeben, Im Adressbuch 1922 ist der Kino-Theater-Besitzer Karl Schiller für kinematographische Vorstellungen eingetragen. Im Adressbuch 1923 bleibt die Stargarder Straße 65/66 ohne Hinweis auf ein Kino. Das Gebäude blieb im Zweiten Weltkrieg erhalten und aktuell befindet sich hier im Erdgeschoss eine Gaststätte wiederum mit dem Eingang an der gefasten Ecke zur Straßenkreuzung. |
| UCI Kinowelt Colosseum Colosseum (Lage)                                        | Schönhauser Allee 123                     | 1924– >> | Das Colosseum ist ein großes Gebäude an der Schönhauser Allee /Ecke Gleimstraße. Um 1941 im Telefonbuch genannt. Bis 1918 ein Pferde- und Busdepot wurde es 1924 durch Umbau der Wagenhalle von 1894 durch Fritz Wilms und Max Bischoff zu einem Kino mit 1200 Plätzen umgebaut und um 1930 durch Erich Teschemacher im Auftrag der Colosseum HG auf 1400 Plätze erweitert. Zwischen 1932 und 1945 firmierte die Bühne als Ufa-Theater Colosseum. Der Saal und das Foyer wurde 1949–1957 vom „Metropol-Theater“ genutzt. Mit der Auflösung und Enteignung der UFA 1945 durch die SMA wurden Besitzerwechsel nötig, der Saal wurde vom Metropol-Theater bespielt. 1955 mit dem Umzug des Metropol-Theaters in den Admiralspalast wurde es 1957 nach Umbau wieder zu einem Kino mit 562 (819) Plätzen neu eröffnet, technisch war es von da an mit Cinemascope ausgerüstet. |
| Ufa-Palast Königstadt ---- Riesen-Lichtspiele Rivoli Volkshaus (Lage)          | Schönhauser Allee 10/11                   | 1914–1944 | Mit dem Neubau der Königsstadt-Terrassen Ende der 1990er Jahre wurde an der Schönhauser Allee auf dem Gelände der vormaligen Brauerei Königsstadt ein Neubau errichtet. Damit besteht seither keine noch auf den UFA-Palast weisende Struktur mehr. Um 1941 ist das Kino im Telefonbuch genannt. 1902–1903 wurden auf dem Gelände am Senefelderplatz die Festsäle der Königstadt-Brauerei von Cremer & Wolffenstein erbaut. Bald wurden wie durch andere Brauereien sporadisch Filme vorgeführt, wobei die Besucher am Biertisch saßen, während auf einer Leinwand ein Film lief. Nach solchen kinematographischen Einlagen wurde 1914 schließlich ein richtiges Kino eingebaut, das den Namen Riesenlichtspiele erhielt. Es bot Platz für zweitausend biertrinkende Zuschauer. Im Auftrag der Brauerei Königstadt wurde das Kino für die Sternfilm-G.m.b.H. durch Hans Meyer umgebaut und 1925 als Rivoli-Filmbühne des Nordens neu eröffnet. Sie hatte 1200 Zuschauerplätze (932 Parkett, 268 Rang). Im Folgejahr 1926 übernahm die Ufa-Theater-Betriebs-G.m.b.H. das Kino, verbunden mit dem Namenswechsel zu Ufa-Palast Königstadt, 1933 erfolgte wiederum ein Umbau. Am Ende des Zweiten Weltkriegs wurde der Saalbau zerstört. |
| Union-Festsäle (Lage)                                                          | Greifswalder Straße 221–223               | 1931–1936 | In der Greifswalder Straße 221–223 befand sich ein Gewerkschaftshaus des Gewerkschaftsringes deutscher Arbeiter-, Angestellten- und Beamtenverbände und des Verbandes der deutschen Gewerkvereine. Die Gebäude des Grundstücks 221–223 mit den Unionfestsälen lagen in die Tiefe. Im Hintergebäude befanden sich die Union-Festsäle, die 1908 von Carl Berndt betrieben wurden. Für 1930 ist als Inhaber der Union-Festsäle Th. Brommer vermerkt. Ab 1936 werden die Festsäle im Vereinshaus nicht mehr in den Berliner Adressbüchern aufgeführt. Das Kino in den Unionfestsäle ist im Zeitraum von 1931 bis 1936 aufgeführt. Das originale Gebäude ist nicht mehr vorhanden. Das Gebäude wurde bei alliierten Luftangriffen zerstört. Die Fläche der beräumten Ruine und das Innere des Karrees Greifswalder / Heinrich-Roller- / Wins- / Immanuelkirchstraße blieb brach und wurde in den Jahren bis 1990 als Lagerplatz mit Zugang über Immanuelkirchstraße 14 genutzt. Die Bebauung im Inneren des Karrees erfolgte mit einem Hotel. Die geplanten Wohnhäuser auf dem vormaligen Gewerkschaftsgelände unter Greifswalder Straße 221–222b wurden zunächst ausgesetzt. „Auf der 2600 Quadratmeter großen Brache lagern, hinter mit Plakaten zugekleisterten Holzstellwänden und altem Mauerwerk, seit Langem schmutzige Häufchen von Müll. […] Eine Kombination aus Loftwohnungen im mehrgeschossigen Vorderhaus und sechs Townhäusern im dahinter liegenden Gartenhof sollte eine zahlungskräftige Klientel anlocken.“ [veraltet] Diese Brache besteht 2017 noch. |
| Union-Theater ---- Lichtspiele am Senefelderplatz (Lage)                       | Metzer Straße 41                          | 1919–1949 | Das Kino befand sich am Nordosten des Senefelderplatzes Metzer Ecke Kollwitzstraße. Die Kollwitzstraße hieß bis 1947 Weißenburger Straße, das Eckhaus Metzer Straße 41 Ecke Weißenburger Straße 8 ist seither als Kollwitzstraße 16 adressiert. Das Kino ist für 1941 im Telefonbuch genannt (44 08 11), im Branchenteil 1943: Union Theater N 66, Metzer Straße 41. Die Adressangabe lautet vorrangig Metzstraße 41 mit dem Zusatz Ecke Weißenburger Straße, auch „Senefelderplatz“ Ecke Metzer Straße. 1919 mit 227 Sitzplätzen begründet wurde es vom Inhaber Adolf Zahr „(Eva-)Speyer-Lichtspiele“ benannt, sein Nachfolger Heinrich Müller (1924) benutzte den Namen „Senefelder Lichtspiele“. 1925 wurde Direktor Otto aus Schöneberg Inhaber des Kinos, da wird die Platzanzahl zwischen 199 und 330 genannt. Gespielt wurde täglich und es gab eine Bühne von 2 m × 4 m. Die weiteren Inhaber waren C. Rissling (1928), Martin Rosenthal (1929/1930), Arno Riedel und Paul Pichin (1931). Unter L. Ebersohn sind ab 1932 die LSP.-Lichtspiele am Senefelder Platz mit Klangfilm und 249 Plätzen aufgenommen. Ab 1935 firmiert das Kino als Union-Theater mit 200 dann 228 Plätzen unter Elise Sieburg (1937), es folgen weitere Inhaber: Hans-Joachim Wehling (1938, 1939) und ab Oktober 1939 (224 Plätze) mit Theo Helm und Fritz Nahmmacher. Während die Häuser im Karree östlich vom Senefelderplatz total zerstört sind blieb das Kino-Eckhaus erhalten. Das Filmtheater Union am Senefelder Platz mit 230 Plätzen wurde in den Nachkriegsjahren noch bis 1950 betrieben. In den Räumen des Erdgeschosses Kollwitzstraße 16 befindet sich 2016 der Deutsch-Spanische Kindergarten treinta lobitos. |
| Union-Theater ---- Lichtspiele Zelterstraße Universal Hermes Flamingo (Lage)   | Naugarder Straße 45                       | 1911–1957 | Das Union-Theater befand sich unweit vom S-Bahnhof in dem Kopfbau Naugarder zur Rietzestraße 25 (vor 1952: Zelterstraße 1). Auf dem Straubeplan 1910 war die Ecke von Straße 20 (→ Rietzestraße) und Straße 23 (→ Naugarder Straße) noch unbebaut. 1911 stand das Neubau-Eckhaus Zelterstraße 1 und Naugarder Straße 45. Im Erdgeschoss entstanden die Räume eines Ladenkinos für 200 bis 250 Plätze und im Januar 1912 eröffnete es der Besitzer. Der Saal erstreckte sich an der Rietzestraße entlang und der Zugang erfolgte von der Naugarder Straße. Im Folgejahr 1913 war Gustav Altstädt Gastwirt in Weißensee Berliner Allee 246 geworden und das Baugeschäft war aufgelöst. Er blieb Eigentümer des Eckhauses und wohl auch des Kinos darin. Ab 1913 hatte die Konsum-Genossenschaft Berlin und Umgegend bis in die 1930er Jahre ihren Sitz im Haus. Nach Kinoadressbuch 1920 (Verlag Max Mattisson) war Julius Kalweit der Inhaber der Lichtspiele Zelterstraße. Das Reichs-Kino-Adreßbuch 1921/1922 (Verlag der Lichtbild-Bühne) gab als Inhaber des Universal-Lichtspiel-Theaters Richard Sattler mit der Wohnung in der Goldaper Straße 12 (Grüne Stadt) an. Das Kino wurde mit täglichen Vorstellungen bei zwei wöchentlichen Wechseln des Programms und etwa 200 Plätzen genannt. Stummfilme wurden von zwei bis drei Kinomusiker unterstützt. Für 1923/1924 fehlt das Kino im Adressbuch, es war 1925 als Universal-Lichtspiele in der Zelterstraße 1 für Otto Altmann aufgenommen. Er hatte die Platzanzahl auf 220 erhöht. Von ihm übernahm der Kaufmann Gerhard Schwulera das Universaltheater und verbesserte (wohl) den Komfort, indem er nur noch 165 Plätze beließ. 1929 wurde Herr Rieger der Pächter, der eine Varietè-Konzession besaß und Mitglied des Reichsverbandes Deutscher Lichtspieltheater-Besitzer E. V. war. Der Kinooperateur Kampofski war folgend der Betreiber der „Hermes-Lichtspiele“(183 Plätze). Die Hebamme Paula Bensch wurde 1930 und 1931 und für 1932 die Konzertsängerin Annie Salton als Besitzerin eingetragen. In dieser Zeit erfolgte (1932) der Einbau der Technik Firma Kinoton für die Tonfilmwiedergabe. Der Bestuhlungsplan von 1930 ist im Buch „Kinoarchitektur 1895–1995“ auf Seite 143 wiedergegeben. Die Zelterstraße in geänderter Straßenlänge im Carl-Legien-Viertel hieß von 1931 bis 1933 Drunselweg, entsprechend gab es den Namen Lichtspiele Drunselweg. 1933 folgte der Kinoname Flamingo-Lichtspiele durch die Kinobesitzerin Gertrud Andreska die auch die Marabu-Lichtspiele in Kreuzberg besaß. Vor dem Umbau wurde Schillert (Wisbyerstraße 26) genannt. 1935/2287 1936 baute der Architekt Schrader das Kino um, wobei der Eingang an die Ecke Rietzestraße verlegt wurde, zwei Türen unter dem Schild mit dem Kinonamen neben der Hausecke führte durch einen Vorraum mit der Kasse in den langen, schmalen Kinosaal mit 165 Plätzen. Gustav Haß-Mellini war 1936 bis 1940 der Inhaber des Union-Theaters am Bahnhof Weißensee, er ließ im Kinoadressbuch 1921 als Jahr der Gründung aufnehmen. Die Adresse des Kinos wurde nach dem Umbau entsprechend zu Naugarder Straße 45. Im Kriegsjahr 1941 war Robert Staßfurth der Betreiber geworden. Das Kino blieb ohne Kriegsschäden und der Spielbetrieb wurde in der Nachkriegszeit fortgesetzt. Um 1950 wurden die Geschäfte der Kinounternehmerin Gerda Dreyer (zuvor: Kurth & Dreyer) führte Edith Rusch und als Pächter wurde Theodor Wilke notiert. Im Union-Theater bestand die Vorführtechnik aus dem Projektor „Ernemann-I“ und Klangfilm-Verstärker, sowie der Dia-Einrichtung. Es gab täglich zwei Vorstellungen. Bei der Umgestaltung der privaten Ost-Berliner Kinos wurde das Union nicht vom VEB Berliner Kinobetriebe übernommen. Die relative Nähe der besser erhaltenen und übernommenen Atlas-Lichtspiele war sicher ein Grund für die Schließung der kleinen Filmbühne. Nach der Schließung als Kino wurden die Räume ab 1965 als Kinderbibliothek wenigstens bis 1995 genutzt, als diese in die Heinrich-Böll-Bibliothek an der Greifswalder Straße umzog. Aktuell werden die Räume im Erdgeschoss durch Ladengeschäfte und ein Bäckerei-Cafe (Naugarder) genutzt. |
| Welttheater „Das lebende Bild“ (Lage)                                          | Schönhauser Allee 144                     | 1907–1933 | Das Kino befand sich in dem 1906/1907 fertiggestellten Mietshaus in der Eberswalder Straße 25/26 /Ecke Schönhauser Allee 144. Als der Architekt und anfängliche Eigentümer Paul Ueberholz für ein Restaurant im ersten Geschoss keinen Mieter fand, wurde das Welt-Theater Das lebende Bild für kinematographische Stummfilm-Vorstellungen geleitet von Robert Müller eingerichtet. Der unregelmäßige Grundriss erforderte eine ungewöhnliche Bestuhlung mit einem verbleibenden „Erfrischungsbereich“ (1919: 384 Plätze). Neben der musikalischen Untermalung der Stummfilme durch einen Klavierspieler wurde zusätzlich das Geschehen auf der Leinwand durch einen sogenannten „Kino-Erklärer“ kommentiert. Obwohl bereits 1912 der Mietvertrag auslief und die Konkurrenz den Betrieb gefährdete, ließ der neue Hausbesitzer M. Zielinsky das Kino erst 1933 in Büroräume umwandeln. |
| White Trash ---- Opera (Lage)                                                  | Schönhauser Allee 6/7                     | 2008–2014 | Für das Jahr 1920 sind im Gebäude die Opera-Lichtspiele (Inhaber: Georg Antonius) nachweisbar, die mit ihren 300 Plätzen täglich bespielt wurden. Im Adressbuch 1910 ist für das Gebäude C. Kasulke unter kinematographischen Vorstellungen notiert, er wohnt im Hause besitzt das Lichtbild Theater. der im Haus mit einem Andreas Döhler aus Castrop-Rauxel, der 1985 im Kollektiv des Sputnik-Kino begann, hat die Berliner Kinolandschaft mitgestaltet und von ihm wurde nach der Wendezeit der szene- und zentrumsnahe Kinospielort im White Trash Fast Food eingerichtet. Es wurden viermal wöchentlich Filme in der „Diamond Lounge“ gezeigt. Filmklassiker, Wiederentdeckungen und „Juwelen des Independent Films“ knüpften an den Underground Film über den New Yorker Punk-Club CBGB anknüpfte. Es wohl das einzige Kino Berlins, wo geraucht werden durfte. Im April 2014 schloss das Kino und das White Trash Fastfood zog als Kulturadresse und Club, jedoch ohne Kino, nach Treptow in die Flutstraße 2 und besteht dort. |

Für das Buch Kinoarchitektur in Berlin 1895–1995, Berlin 1995 wurden im Ortsteil Prenzlauer Berg (1995 Bezirk Prenzlauer Berg) noch weitere Kinos recherchiert. Genannt sind die Kinematogarphentheater für Kniprodestraße 118b (1907), Driesener Straße 24 (1910), Jablonskistraße 38 (1920) und Göhrener Straße 8 (1927–1930), sowie das Spiegelberg (1927) in der Esmarchstraße 26. Von 1927 (bzw. 1928) bis 1936 wurden due Gemeindesäle der Immanuel-Kirch-Gemeinde (Immanuelkirchstraße 1) und der Corpus Christi Gemeinde (Conrad-Blenkle-Straße 44, bis 1974 Thorner Straße) für regelmäßige Filmvorführungen genutzt. Der Kinder- und Jugendfilmclub befand sich in den 1980er Jahren in der Schivelbeiner Straße 45 (damals: Willi-Bredel-Straße 45).